# Prześladowania Świadków Jehowy w III Rzeszy
Prześladowania Świadków Jehowy w III Rzeszy – prześladowania Świadków Jehowy, grupy religijnej zwanej w Niemczech Internationale Bibelforscher-Vereinigung (IBV), systemowo prowadzone przez rządy III Rzeszy w latach 1933–1945 na terytorium Niemiec i państw podbitych w trakcie II wojny światowej. W ich wyniku spośród tej społeczności religijnej, liczącej w 1933 roku w Niemczech 25 000 członków, uwięziono 10 700 osób, a ponad 2800 z nich umieszczono w obozach koncentracyjnych. Ogółem z 35 000 Świadków Jehowy, którzy mieszkali także na terytoriach okupowanych przez III Rzeszę, około 16 000 padło ofiarą nazistowskich prześladowań (w tym 1250 niepełnoletnie dzieci Świadków Jehowy), około 11 300 aresztowano, około 6000 wysłano do obozów koncentracyjnych, a przeszło 1750 zabito. Liczba ofiar śmiertelnych tylko niemieckich Świadków Jehowy sięgnęła około 1000 osób, a na dalszych 250 wykonano wyroki śmierci – głównie za odmowę pełnienia służby wojskowej. Wraz z terenami okupowanymi, liczba wyroków śmierci wykonanych przez egzekucje (np. pluton egzekucyjny lub ścięcie) na Świadkach Jehowy zwiększyła się do co najmniej 548, w tym co najmniej na 39 nieletnich. Nazistowskie władze odebrały około 600 dzieci rodzicom, którzy byli Świadkami Jehowy, co najmniej 72 Świadków Jehowy poddano eutanazji. Głównymi miejscami, oprócz obozów koncentracyjnych, egzekucji były więzienia w: Plötzensee, Brandenburgu i Halle/Saale. Oprócz nich zlokalizowano 70 innych miejsc straceń więźniów Świadków Jehowy.
Świadkowie Jehowy byli jedyną grupą religijną, która w solidarny i niewzruszony sposób oparła się presji podporządkowania narodowo-socjalistycznemu państwu. Od roku 1937 w obozach koncentracyjnych zostali oni oznaczeni odrębnym znakiem – fioletowym trójkątem. Byli jedyną grupą chrześcijan, którą oznaczano specjalnym symbolem.
W obozach koncentracyjnych znaleźli się m.in. Paul Balzereit i Erich Frost – dwaj kolejni nadzorcy działalności Świadków Jehowy w Niemczech, Wilhelm Scheider – nadzorca działalności w Polsce, Bohumil Müller – nadzorca działalności w Czechosłowacji oraz Robert Arthur Winkler – nadzorca działalności w Holandii. Wszyscy oni przeżyli pobyt w obozach, a Scheider i Müller po wojnie byli również więźniami więzień komunistycznych. Więźniem obozów koncentracyjnych był także Martin Pötzinger, późniejszy członek Ciała Kierowniczego Świadków Jehowy.

## Tło historyczne
Założyciel ruchu badackiego Charles T. Russell odwiedził Niemcy po raz pierwszy w 1891 roku. Regularna działalność Świadków Jehowy w Niemczech rozpoczęła się w roku 1893, wraz z powrotem do rodzinnego kraju niemieckich emigrantów, którzy wierzenia Badaczy Pisma Świętego przyjęli w Stanach Zjednoczonych. Pierwszy numer czasopisma „Zions Wacht Turm und Verkünder der Gegenwart Christi” (niemieckiej edycji „Strażnicy Syjońskiej”) ukazał się z datą wydania kwiecień-maj 1897. W tym samym roku w Berlinie utworzono skład literatury biblijnej, którym opiekowała się Margarete Giesecke. W roku 1902 w Elberfeld (dzisiejsza dzielnica Wuppertalu) Ernest C. Henninges utworzył Biuro Oddziału. Zaczęły powstawać pierwsze w Niemczech „klasy” Badaczy Pisma Świętego.
W roku 1914, wraz z wybuchem I wojny światowej, Badacze Pisma Świętego po raz pierwszy stanęli wobec kwestii służby wojskowej. Choć nie było jeszcze sprecyzowanego stanowiska w tej sprawie i niektórzy podjęli służbę wojskową, to jednak jednostki zajęły zdecydowaną postawę, odmawiając strzelania do ludzi.
7 grudnia 1921 roku decyzja Rady Rzeszy nadała niemieckiemu Oddziałowi Towarzystwa Strażnica osobowość prawną. W 1922 roku prawnie uznano niemiecki Oddział za stowarzyszenie użyteczności publicznej. W czerwcu 1923 roku siedzibę Biura Oddziału Międzynarodowego Stowarzyszenie Badaczy Pisma Świętego przeniesiono do Magdeburga. Ta korporacja prawna poprzez Biuro Oddziału nadzorowała działalność utworzonego w 1926 roku stowarzyszenia pod nazwą Internationale Bibelforscher-Vereinigung, Deutscher Zweig (Międzynarodowe Stowarzyszenie Badaczy Pisma Świętego, Oddział niemiecki [w skrócie IBV]). W następnym roku zostało ono zarejestrowane przez lokalny sąd w Magdeburgu. W 1931 roku po przyjęciu rezolucji na serii kongresów Badacze Pisma Świętego przyjęli nową, oficjalną nazwę – „Świadkowie Jehowy”. Jednakże w Niemczech również w okresie późniejszym byli znani jako „Badacze Pisma Świętego” (Bibelforscher) lub „Poważni Badacze Pisma Świętego” (Ernste Bibelforscher), zaś korporację prawną określano skrótem IBV.
W roku 1926 Międzynarodowe Stowarzyszenie Badaczy Pisma Świętego w Niemczech liczyło 22 535 członków. Do roku 1933 skupiało ono około 25 000 aktywnych członków oraz około 10 000 sympatyków.

## Przyczyny prześladowań
Po dojściu do władzy nazistów w Niemczech konflikt między Świadkami Jehowy a narodowym socjalizmem stał się nieunikniony. Jego podstawy wynikały z oczekiwań nazistowskiego państwa wymagającego bezwzględnego posłuszeństwa od wszystkich obywateli oraz nieugiętej postawy Świadków Jehowy. Uważali oni, że:
- Najwyższym Władcą jest Bóg Jehowa
- chrześcijanie mają zachowywać całkowitą neutralność w sprawach politycznych
- w razie śmierci Bóg wskrzesi tych, którzy zachowali wierność[16].

Świadkowie Jehowy będąc wierni swojemu sumieniu wykształconemu na Biblii, nie chcieli brać broni do ręki, nie zgadzali się z nazistowską ideologią nienawiści, odmawiali używania pozdrowienia „Heil Hitler”, które ich zdaniem sugerowało przypisywanie zbawienia Hitlerowi oraz odmawiali udziału w aktach rasizmu, ksenofobii i przemocy. Odmawiali każdej pracy dla wojska, np. od czyszczenia mundurów czy zawijania pakietów opatrunkowych pierwszej pomocy po pracę w przemyśle zbrojeniowym, niestosowanie się do „państwowego” antysemityzmu (Świadkowie Jehowy m.in. nie przestrzegali bojkotu żydowskich sklepów, a w swoich publikacjach propagowali – zgodnie z Biblią – równość wszystkich narodów i ras). Z tych powodów już od 1933 roku spotykały ich liczne represje: wyrzucanie z pracy, wstrzymywanie wypłaty emerytur, odbieranie rodzicom dzieci (ponad 800 dzieci) i umieszczanie ich w rodzinach zastępczych lub w ośrodkach reedukacyjnych. Odmawiali również popierania polityki prowadzonej przez nazistowskie rządy, choć jednocześnie nigdy nie zachęcali do buntu przeciw jakiejkolwiek władzy. Uważali, że istnieje granica, której chrześcijanom nie wolno przekroczyć, ustanawiająca rozdział pomiędzy powinnościami wobec rządów ludzkich a obowiązkami wobec Boga.
Już w roku 1929 w czasopiśmie „Złoty Wiek” (obecnie „Przebudźcie się!”) zwrócono uwagę na rosnące w Niemczech tendencje militarystyczne pod wpływem narodowego socjalizmu.

## Zakaz działalności
Nieco ponad dwa miesiące po dojściu Hitlera do władzy, 4 kwietnia 1933 roku zajęto Biuro Oddziału Świadków Jehowy w Magdeburgu. Na skutek interwencji w ambasadzie niemieckiej w Stanach Zjednoczonych pod naciskiem amerykańskiego Departamentu Stanu 28 kwietnia zarządzenie zostało cofnięte, a obiekt został zwrócony. 25 czerwca w Berlinie w Wilmersdorfer Tennishallen zorganizowano zgromadzenie, w którym uczestniczyło około 7000 osób. Świadkowie Jehowy zaznaczyli wówczas publicznie: „Nasza organizacja pod żadnym względem nie ma charakteru politycznego. Jedyne, czego pragniemy, to nauczać ludzi Słowa Jehowy Boga i czynić to bez przeszkód”. Oświadczenie to przygotowali Joseph F. Rutherford i Nathan H. Knorr wspólnie z Paulem Balzereitem. Po zgromadzeniu rozpowszechniono 2 100 000 egzemplarzy przyjętej rezolucji w formie 4-stronicowego traktatu.
Neutralna postawa Świadków Jehowy była nie do zaakceptowania dla nazistów. Dlatego już 28 czerwca 1933 roku ponownie zajęto Biuro Oddziału w Magdeburgu. Po zajęciu Biura Oddziału naziści skonfiskowali 65 ton publikacji biblijnych, które wywieźli 25 ciężarówkami i w dniach od 21 do 24 sierpnia spalili poza miastem. Zaczęły się aresztowania, przerywano zebrania religijne, Świadków Jehowy zaczęto zwalniać z pracy, a także napadano na ich domy, dopuszczając się równocześnie pobić. Mimo tych ataków Świadkowie Jehowy zachowywali zdecydowane stanowisko obstawania przy swoich miernikach, równocześnie ujawniając spotykające ich prześladowania. W „Strażnicy” z 1 listopada 1933 roku (wydanie polskie z 15 stycznia 1934) zamieszczono artykuł „Nie bójcie się ich”, który zachęcał niemieckich Świadków Jehowy do trwania w wierze w obliczu wzrastających nacisków. 9 lutego 1934 roku drugi prezes Towarzystwa Strażnica Joseph F. Rutherford wystosował do Hitlera list protestacyjny, w którym napisał:

Człowiekowi Pan jest w stanie się skutecznie opierać; lecz Wszechmocnemu Pan nie zdoła skutecznie stawić oporu. (...) W imieniu Jehowy Boga i jego pomazanego Króla, Chrystusa Jezusa, żądam (...), by Pan wszystkim władzom i urzędnikom swego rządu dał rozkaz ażeby świadkowie Jehowy (...) spokojnie mogli się zgromadzać w Niemczech i bez przeszkód wielbić Boga.

J.F. Rutherford wyznaczył też ostateczny czas spełnienia jego żądania na 24 marca 1934 roku, równocześnie oświadczając, że jeśli niemieccy Świadkowie Jehowy nie doznają żadnej ulgi, informacje dotyczące prześladowań zostaną opublikowane w Niemczech i na całym świecie. Zamiast oczekiwanej ulgi naziści nasilili ataki i zaczęli wysyłać Świadków Jehowy do nowo powstałych obozów koncentracyjnych, skutkiem czego znaleźli się oni wśród pierwszych więźniów tych obozów. Do wiosny 1934 roku aresztowano już około tysiąc Świadków Jehowy.
Zakaz działalności IBV w poszczególnych krajach związkowych:
10.04.1933 – w Meklemburgii
13.04.1933 – w Bawarii
18.04.1933 – w Saksonii
19.04.1933 – w Hesji
26.04.1933 – w Lippe i Turyngii
15.05.1933 – w Badenii
17.05.1933 – w Oldenburgu
19.05.1933 – w Brunszwiku
06.06.1933 – w Lubece
24.06.1933 – w Prusach
28.06.1933 – w Bremie
28.06.1933 – w Hamburgu.
W poszczególnych krajach związkowych obowiązywały niejednolite normy prawne i nie zahamowano skutecznie działalności Świadków Jehowy. Dlatego 1 kwietnia 1935 roku wydano ogólnopaństwową ustawę o delegalizacji IBV. W tym samym okresie podjęto decyzję o oficjalnym rozwiązaniu Towarzystwa Strażnica w Magdeburgu. 13 lipca 1935 roku wydano okólnik, który zobowiązał rządy krajów związkowych do konfiskaty mienia Towarzystwa.

## Prześladowania

„Nowy Dzień” (polski odpowiednik „Złotego Wieku”, 15 listopada 1936) ujawniający zbrodnie dokonywane przez III Rzeszę

Jeszcze przed dojściem Adolfa Hitlera do władzy, począwszy od 1929 roku, zdarzało się, że nazistowskie bojówki SA napadały na Świadków Jehowy, dopuszczając się pobić i przerywając zebrania religijne. Celem działań nazistów wobec Świadków Jehowy nie była polityka eksterminacji, lecz złamanie siły ich woli. Ponieważ niemieccy Świadkowie Jehowy byli zarówno Aryjczykami, jak i osobami niezaangażowanymi politycznie, naziści uważali, że można ich zmienić. Dlatego starali się zniszczyć nie tyle samych ludzi, ile wyznawaną przez nich religię, którą uważali za konkurencyjny względem nazistowskiego państwa obiekt lojalności. Pierwsze udokumentowane przypadki umieszczania Świadków Jehowy w obozach koncentracyjnych miały miejsce już wiosną 1933 roku (m.in. w KZ Osthofen oraz lipcu 1933 roku, a co najmniej od stycznia 1935 roku byli w nich masowo osadzani na stałe. Świadkowie Jehowy swoje publikacje religijne powielali w podziemiu, ponieważ policja sprawdzała ich przesyłki pocztowe, aby nie dopuścić do importu literatury z zagranicy. Do marca 1934 roku przeszukano 4000 domów, dokonano 1000 aresztowań i zarejestrowano 200 przypadków brutalnego traktowania. W czerwcu 1934 roku wielu Świadków Jehowy zatrudnionych w służbie cywilnej zostaje zwolnionych z pracy.
17 grudnia 1935 roku przeprowadzono proces przeciwko Paulowi Balzereitowi, nadzorcy działalności Świadków Jehowy w Niemczech i ośmiu innym osobom uznanym za przywódców działalności Świadków Jehowy.
W dniach od 7 do 9 września 1934 roku zorganizowano kongres w Bazylei, na który przybył Joseph F. Rutherford. Uczestniczyło w nim również blisko 1000 delegatów z Niemiec. Rutherford zamierzał dokładnie zapoznać się z sytuacją w kraju. Ponieważ sytuacja Świadków Jehowy w Niemczech stawała się coraz trudniejsza, opracowano plan jednolitego działania. Do wszystkich zborów w Niemczech wysłano list J.F. Rutherforda, w którym nakazał przeprowadzenie specjalnego zebrania w dniu 7 października, odczytania listu i wysłania wcześniej zredagowanej depeszy. 7 października 1934 roku członkowie zborów Świadków Jehowy w Niemczech wystosowali do rządu Hitlera list o treści: „Wasze prawo pozostaje w całkowitej sprzeczności z prawem Bożym (...) Niniejszym oświadczamy zatem, że za wszelką cenę będziemy przestrzegać przykazań Boga, zgromadzać się w celu studiowania jego słowa, będziemy wielbić go i mu służyć, tak jak polecił”. Tego samego dnia Świadkowie Jehowy z 49 krajów świata zgromadzili się w celu wysłania do Hitlera telegramów o treści: „Złe traktowanie świadków Jehowy oburza wszystkich porządnych ludzi na ziemi i zniesławia imię Boga. Zaniechajcie prześladowania świadków Jehowy, bo w przeciwnym razie Bóg zniszczy Was razem z Waszą nacjonalistyczną partią”. W odpowiedzi naziści wzmogli prześladowania. Natomiast w 1938 roku na dorocznym zjeździe partii w Norymberdze na Zeppelinwiese Hitler grzmiał: „Ten wróg Wielkich Niemiec, ten pomiot Międzynarodowych Badaczy Pisma Świętego zostanie w Niemczech wytępiony!” W miarę jak nasilały się prześladowania, konsolidowała się też nieugięta postawa Świadków Jehowy.
Równocześnie Świadkowie Jehowy zaczęli demaskować sposób działania i tortury stosowane przez aparat śledczy reżimu nazistowskiego. Już w 1933 roku w czasopiśmie „Złoty Wiek” ukazały się pierwsze doniesienia o istniejących w Niemczech obozach koncentracyjnych. W roku 1938 Świadkowie Jehowy wydali w języku niemieckim oraz przetłumaczyli na język francuski i polski książkę Kreuzzug gegen das Christentum („Krucjata przeciw chrześcijaństwu”) przygotowaną przez Franza Zürchera (1891–1978). Udokumentowano w niej ataki dokonywane przez nazistów na Świadków Jehowy, a także zamieszczono plany obozów koncentracyjnych w Sachsenhausen i Esterwegen. Kiedy rodzina Świadków Jehowy o nazwisku Denz przemyciła z Niemiec do Szwajcarii raporty o prześladowaniu Świadków Jehowy, informacje te znalazły się w Dramacie stworzenia (ponieważ miejscowe władze nie zezwalały na przekazywanie orędzia biblijnego przez rozgłośnie radiowe). Pokazano w nim również, że duchowni poparli partię nazistowską. Kiedy rozpoczęły się prześladowania Świadków Jehowy z powodu ich neutralności, również ukazano to w projekcji (w roku 1928 wytoczono im 1660 spraw sądowych). Naziści próbowali zniszczyć sprzęt i nie dopuścić do kolejnych projekcji. Do kwietnia 1933 roku, gdy w Niemczech wprowadzono zakaz działalności Świadków Jehowy, projekcje organizowane przez niemieckie Biuro Oddziału obejrzało blisko milion osób. Tylko w ostatnich półroczu przez wprowadzeniem zakazu odbyło się 160 projekcji, które obejrzało około 300 tysięcy widzów.

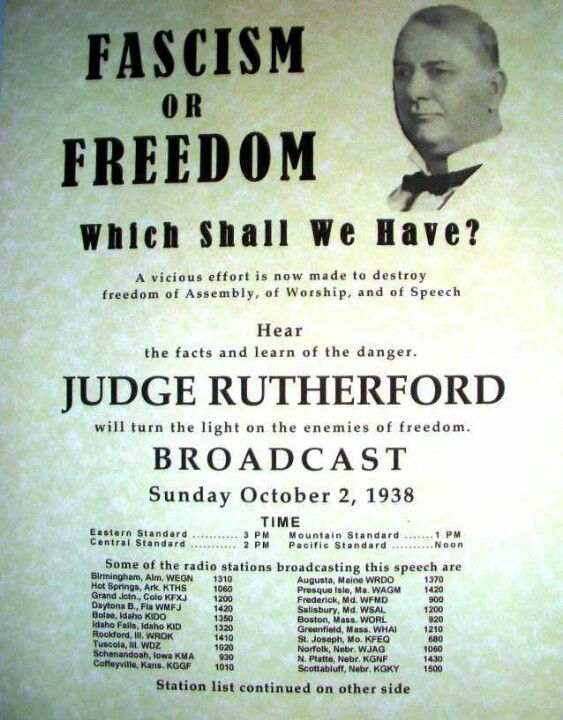
Zapowiedź przemówienia radiowego „Faszyzm czy wolność” wygłoszonego przez sieć ponad 50 stacji radiowych 2 października 1938 roku przez J.F. Rutherforda

W czerwcu 1936 roku Gestapo utworzyło specjalną jednostkę zajmującą się Świadkami Jehowy. Utworzono kartoteki zawierające akta osób podejrzewanych o bycie Świadkami Jehowy lub z nimi sympatyzujących. Stworzono siatkę agentów, których uczono odmawiania modlitwy oraz prowadzenia zebrań; doskonale znali też oni najnowsze numery „Strażnic”. Dzięki takiemu przygotowaniu agenci mogli się podawać za Świadków Jehowy przed członkami zborów. W tym czasie Gestapo odkryło i przejęło całe archiwum Świadków Jehowy zawierające kartoteki, zamówienia, raporty i rachunkowość. W sierpniu i wrześniu 1936 roku liczne śledztwa doprowadziły do pierwszej masowej fali aresztowań Świadków Jehowy na terenie Niemiec. Do połowy 1937 roku co najmniej 17 osób zmarło w trakcie przesłuchań lub w areszcie. Fala aresztowań rozpoczęta 28 sierpnia 1936 roku miała związek z kongresem w Lucernie, na który planowało przybyć około 1000 niemieckich Świadków Jehowy. W dniach od 4 do 7 września 1936 roku podczas kongresu Świadków Jehowy w Lucernie przyjęto rezolucję piętnującą prześladowania Świadków Jehowy w III Rzeszy. Uczestniczyło w nim około 300 niemieckich Świadków Jehowy, którzy uniknęli aresztowań pod koniec sierpnia i na początku września.
Wkrótce po pierwszej fali aresztowań, 12 grudnia 1936 roku Świadkowie Jehowy przeprowadzili w całych Niemczech kampanię rozpowszechniania około 100 tysięcy egzemplarzy rezolucji przyjętej w Lucernie, wyrażającej protest przeciw prześladowaniom. W lutym i marcu 1937 kampania została powtórzona. 20 czerwca 1937 roku rozpowszechniono traktat List Otwarty – do Narodu Niemieckiego, który wierzy Biblii i miłuje Chrystusa, w którym ujawniono daty i miejsca prześladowań oraz nazwiska urzędników biorących udział w tych akcjach. W roku 1938 wydano broszurę Spojrzyj faktom w oczy, w której potępiono rząd totalitarny. W tym samym roku na zgromadzeniu w Seattle w amerykańskim stanie Waszyngton Świadkowie Jehowy przyjęli rezolucję „Ostrzeżenie!” wskazującą na charakter rządów nazistów, a 2 października J.F. Rutherford wygłosił przez radio wykład „Faszyzm czy wolność”, w którym ostro potępił Hitlera. Im mocniej naziści prześladowali Świadków Jehowy, tym bardziej wyraziście potępiali ich Świadkowie Jehowy.
Jesienią 1937 roku zaczęła się druga wielka fala aresztowań Świadków Jehowy, zaś wczesną wiosną 1938 roku – trzecia. Wobec narastających prześladowań oraz aresztowań wielu osób przewodzących ich działalności Świadkowie Jehowy przeprowadzili udaną reorganizację. Równocześnie miejscowe grupy Świadków Jehowy w całych Niemczech przeszły w stan głęboko zakonspirowanej działalności. Pomimo przeprowadzanych na szeroką skalę akcji SS nie udało się ująć więcej niż połowy Świadków Jehowy w Niemczech. Nie zdołano też zapobiec rozpowszechnianiu publikacji biblijnych. Docierały one do ludzi na ulicach, a nawet do obozów koncentracyjnych.
12 sierpnia 1940 roku nastąpiła kolejna ogólnokrajowa akcja aresztowania Świadków Jehowy. W sierpniu 1940 roku stracono 112 młodych mężczyzn, którzy odmówili pełnienia służby wojskowej w armii hitlerowskiej. W 1944 roku aresztowano 254 osoby, które prowadziły podziemną działalność wydawniczą i dostarczały publikacje na teren obozów.
Nadzór nad działalnością Świadków Jehowy w Niemczech w początkowym okresie prześladowań sprawował Paul Balzereit. Po jego uwięzieniu Joseph F. Rutherford w roku 1936 zadanie to powierzył Erichowi Frostowi. Gdy on został aresztowany, nadzór nad działalnością w Niemczech i Austrii przekazano Robertowi Arthurowi Winklerowi przebywającemu w Holandii. Winkler został aresztowany 21 października 1941 roku i osadzony w obozie w Vught. Natomiast powielaniem i dystrybucją literatury biblijnej w Niemczech kierował Ludwig Cyranek (1907–1941). Po uwięzieniu Cyranka i skazaniu na karę śmierci, którą wykonano 3 lipca 1941 roku, produkcję literatury biblijnej przejął jego współpracownik Julius Engelhardt (1899–1944). Od początku 1941 roku do kwietnia 1943 wydał on 27 numerów „Strażnicy”. Po jego uwięzieniu i wydaniu w dniu 2 czerwca 1944 roku wyroku śmierci „Strażnicę” powielano i rozprowadzano na obszar północnych Niemiec z obozu koncentracyjnego Wewelsburg. Aż do końca II wojny światowej publikacje biblijne powielano niezależnie również w innych częściach Niemiec.

## Niektóre obozy koncentracyjne

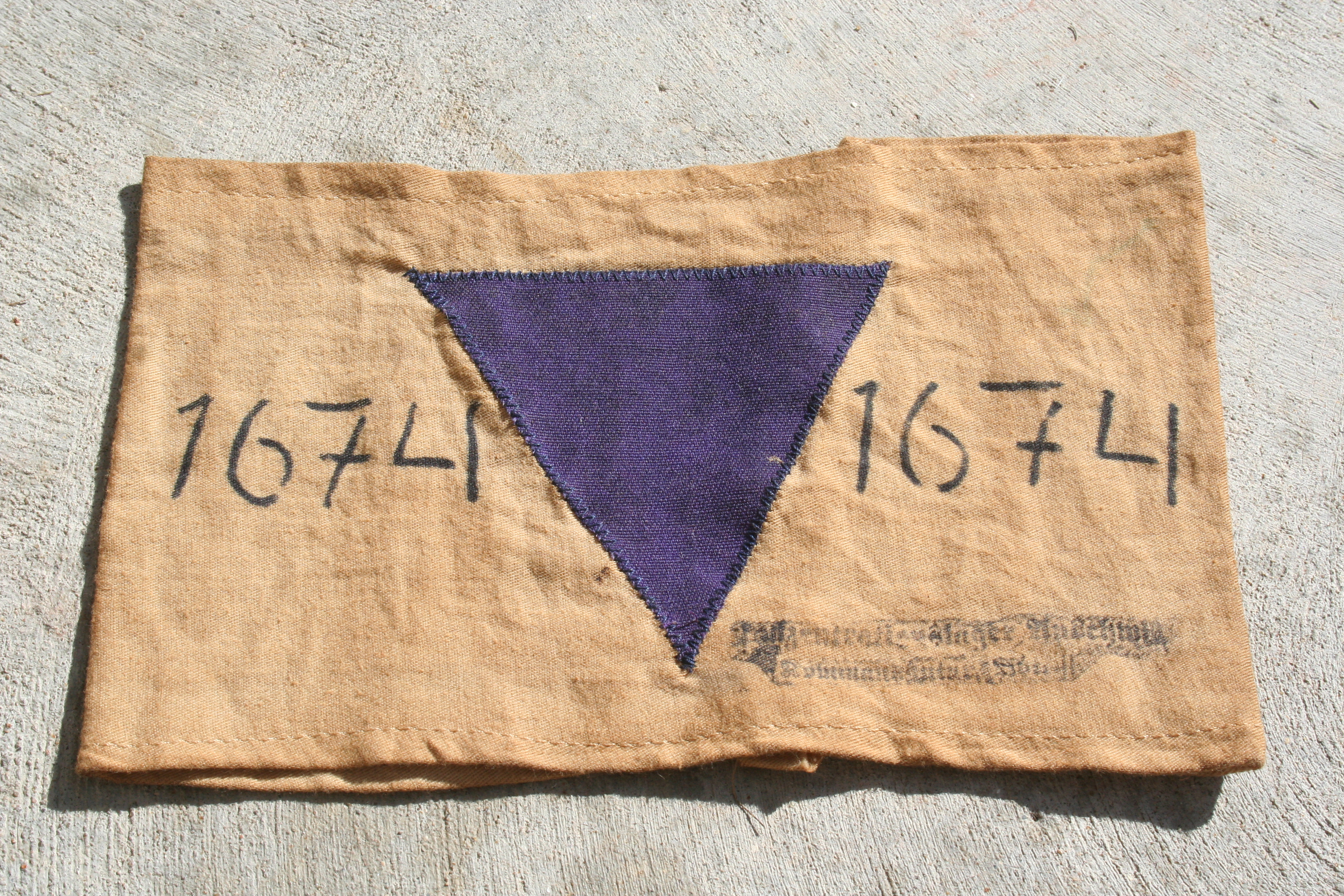
Znak fioletowego trójkąta, jaki nosili Świadkowie Jehowy w obozach koncentracyjnych

Pierwsze udokumentowane przypadki umieszczania Świadków Jehowy w obozach koncentracyjnych miały miejsce wiosną 1933 roku, a co najmniej od stycznia 1935 roku byli w nich masowo osadzani na stałe. Liczba mężczyzn należących do kategorii IBV w niektórych obozach dochodziła w różnych okresach do 57%. W obozie Wewelsburg prawie 100% uwięzionych stanowili Świadkowie Jehowy. Od 1935 roku prawie wszystkich członków wyznania kierowano do obozowych kompanii karnych o zaostrzonym rygorze. W 1937 roku z ogólnej liczby 7,5 tysiąca więźniów umieszczonych w kacetach na terenie Niemiec 4 tysiące stanowili członkowie IBV. W głównym obozie kobiecym KL-Moringen blisko 46% wszystkich uwięzionych stanowiły kobiety będące Świadkami Jehowy. We wrześniu 1939 roku w obozach koncentracyjnych i więzieniach przebywało już około 6000 Świadków Jehowy. Według oceny niemieckiego historyka dr. Detlefa Garbe w tym okresie stanowili oni od 5 do 10% więźniów w obozach. W obozach koncentracyjnych Moringen, Lichtenburg i Ravensbrück kobiety będące Świadkami Jehowy do wybuchu II wojny światowej tworzyły największą grupę więźniarską. Po roku 1939 odsetek Świadków w obozach bardzo wyraźnie spadł, np. w Mauthausen z 5,2% do 0,12% pod koniec 1944 roku, a w Buchenwaldzie z 3,3% do 0,3% pod koniec 1944 roku. 6 października 1938 roku w obozie Lichtenburg więźniarki IBV odmówiły wysłuchania radiowej przemowy Adolfa Hitlera z okazji wkroczenia niemieckiej armii do Sudetów – zostały wypędzone z cel wężami wodnymi, w efekcie czego wiele z nich zmarło. W latach 1939–1940 terror SS stosowany wobec Świadków Jehowy nasilił się, natomiast od roku 1942 sytuacja Świadków Jehowy w obozach koncentracyjnych polepszyła się. Przyczyniła się do tego postawa Felixa Kerstena, który przekonał Heinricha Himmlera, że lepiej wykorzystać pracowitość i uczciwość Świadków Jehowy, niż prowadzić z nimi wojnę psychologiczną. Odtąd esesmani uważali więźniarki będące Świadkami Jehowy za bardzo przydatne do pracy w charakterze pomocy domowej. Często również powierzano im nawet opiekę nad dziećmi, chociaż wcześniej te same kobiety władze nazistowskie pozbawiały praw rodzicielskich.
Najczęstszymi przyczynami aresztowań Świadków Jehowy były: odmowa pełnienia służby wojskowej, odmowa używania pozdrowienia hitlerowskiego, drukowanie literatury biblijnej, przemyt publikacji IBV, rozpowszechnianie nielegalnych czasopism, udział w zorganizowanych spotkaniach religijnych, udział w działalności kaznodziejskiej (bez literatury religijnej), sieć tajnych skrytek pocztowych zarejestrowanych na osoby wcześniej nieznane jako aktywni Poważni Badacze Pisma Świętego, prywatne spotkania ze współwyznawcami, a nawet samo sympatyzowanie ze społecznością IBV. Jak podaje dr Detlef Garbe, Świadkowie Jehowy stanowili „większość więźniów sumienia skazanych przez sądy wojskowe (...) Trzeciej Rzeszy”.
Spośród liczącej w 1933 roku 25 000 członków społeczności Świadków Jehowy w Niemczech uwięziono około 10 700 osób, wśród których 2800 umieszczono w obozach koncentracyjnych. Liczba ofiar śmiertelnych niemieckich Świadków Jehowy sięgnęła około 1400 osób, spośród których na 250 wykonano wyroki śmierci, głównie za odmowę pełnienia służby wojskowej. Łącznie w okresie III Rzeszy do obozów skierowano około 6000 Świadków Jehowy z Niemiec i innych krajów, ponad 16 000 Świadków Jehowy było prześladowanych za to, że nie chcieli wstąpić do wojska ani wspierać nazizmu w jakikolwiek inny sposób, a ponad 1750 zginęło z rąk nazistów. Blisko jedna trzecia Świadków Jehowy w obozach koncentracyjnych na terenie samych Niemiec pochodziła z zagranicy. Poza niemieckimi Świadkami Jehowy znalazło się w nich również co najmniej 508 osób z Polski, 200–250 z Holandii, co najmniej 212 osób z Austrii oraz mniejsze grupy od 10 do 50 osób z Belgii, z Francji, z Czechosłowacji, z Węgier i ze Związku Radzieckiego. Ostatnie masowe aresztowania Świadków Jehowy przeprowadzono w 1944 roku. Jak zauważył niemiecki historyk Detlef Garbe, Świadkowie Jehowy – nie licząc Żydów – byli najbardziej prześladowaną przez SS społecznością religijną.
| OŚWIADCZENIE |
| --- |
| 1. Przekonałem się, że Międzynarodowe Stowarzyszenie Badaczy Pisma Świętego głosi fałszywe nauki i pod płaszczykiem religii realizuje cele wymierzone przeciwko państwu. 2. Z tego powodu całkowicie zrywam z tą organizacją i odcinam się od nauk owej sekty. 3. Zapewniam, że nigdy więcej nie będę uczestniczyć w działalności Międzynarodowego Stowarzyszenia Badaczy Pisma Świętego. Natychmiast zgłoszę każdą osobę, która próbowałaby mi przekazywać ich nauki albo w jakikolwiek inny sposób ujawniłaby swe powiązania z Badaczami. Bezzwłocznie dostarczę na najbliższy posterunek policji wszelkie publikacje Badaczy, gdyby takowe nadeszły pod mój adres. 4. W przyszłości będę przestrzegać obowiązujących praw państwowych, zwłaszcza zaś w razie wojny stanę z bronią w ręku w obronie ojczyzny i pod każdym względem będę lojalnym członkiem społeczeństwa mego kraju. 5. Jest mi wiadomo, że gdybym działał(a) wbrew złożonemu dziś oświadczeniu, muszę się liczyć z natychmiastowym powrotem do aresztu prewencyjnego. |

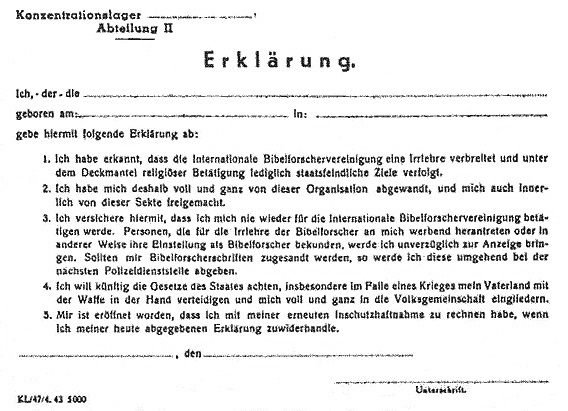
OŚWIADCZENIE
Tekst hitlerowskiego „Oświadczenia” (o wyrzeczeniu się wiary), podawany do podpisu Świadkom Jehowy („lojalka”, od której podpisania lub nie zależało często życie lub śmierć, a prawie zawsze obóz lub więzienie – z reguły nie podpisywana):

Świadkowie Jehowy byli jedyną grupą religijną, która w solidarny i niewzruszony sposób oparła się nazistowskiej presji podporządkowania narodowo-socjalistycznemu państwu.
W obozie Ravensbrück około 300 młodych Rosjanek zostało Świadkami Jehowy. W innych obozach koncentracyjnych zdarzały się też pojedyncze przypadki, gdy współwięźniowie przyjmowali wierzenia Świadków Jehowy, np. Holender Piet van der Molen, Ukrainka Nadieżda Jarosz, Gruzinka Walentina Miminoszwili czy Czesi Božena Vodrážková, Alois Miczek i Oldřich Nesrovnal.
Świadkami Jehowy sporadycznie zostawali też naziści, którzy mieli styczność z członkami tej społeczności religijnej, jak Bernhardt Gottlieb czy Ludwig Wurm.
W przeciwieństwie do innych więźniów obozów koncentracyjnych tylko Świadkowie Jehowy mogli dokonać świadomego wyboru swoich losów. Jeśli w dowolnym momencie zdecydowaliby się na podpisanie specjalnie przygotowanych „Oświadczeń” o wyrzeczeniu się wiary, mogli opuścić obóz koncentracyjny. Z tego względu byli przez nazistów nazywani „dobrowolnymi więźniami”. Jednakże zdecydowana większość za obstawanie przy swoich wierzeniach była gotowa cierpieć lub nawet umrzeć. Wielu faktycznie straciło życie w obozach, ale niewielu wyparło się swojej wiary.
Na przestrzeni lat 1933–1945 naziści nie zawsze wykorzystywali oświadczenia o tej samej treści. W Moringen pierwsze „Oświadczenia” (Verpflichtungserklärungen) dawane do podpisania od 14 grudnia 1937 roku miały treść: „Zobowiązuję się, że po moim zwolnieniu z aresztu prewencyjnego powstrzymywać się będę od wszelkiej działalności wywrotowej i zagrażającej państwu. Poinformowano mnie, że z tytułu odbytej kary pozbawienia wolności nie mam prawa do żadnych roszczeń wobec państwa. W przypadku, gdyby zagrożone było moje bezpieczeństwo, udam się dobrowolnie do aresztu politycznego”. Nie wymagały więc one wyrzeczenia się wiary. W Moringen dawano je do podpisu nie tylko Świadkom Jehowy. 20 grudnia 1937 roku dokument ten uzupełniano pismem maszynowym o treść: „Zostałam też poinformowana o skutkach ponownego działania na rzecz IBV. Jest mi wiadomo, że w żadnym wypadku nie wystarczy tylko zaniechanie działalności propagandowej, lecz że oczekuje się ode mnie zupełnego odstąpienia od IBV. Oznajmiono mi, że nakaz aresztu prewencyjnego zostanie uchylony dopiero wówczas, gdy moje zachowanie będzie bez zarzutu, i że w przeciwnym wypadku muszę się liczyć z ponownym uwięzieniem nawet z błahego powodu”. Dodane słowa zwiększały siłę pierwszego dokumentu, choć dalej nie wymagały wyrzeczenia się wiary, lecz w gruncie rzeczy zaprzestania działalności. Ten dokument świadczył już o innym sposobie traktowania przez nazistów więźniarek będących Świadkami Jehowy.
21 grudnia 1938 roku z zarządzenia Himmlera oświadczenie zostało ujednolicone. Ta wersja „Oświadczenia” (Erklärung) stosowana we wszystkich obozach już jednoznacznie wymagała wyrzeczenia się wiary. Zawierało ono zobowiązanie do wyrzeczenia się swojej wiary, wystąpienia ze wspólnoty religijnej i wydania byłych współwyznawców. Niewielu podpisało taką deklarację, a odrzucenie propozycji oznaczało godzenie się na „dobrowolny” pobyt w obozie. Jak to wynika z relacji ocalałych, większość osób, które podpisały pierwsze wersje „Oświadczenia”, uczyniło to w celu odzyskania wolności i wznowienia działalności religijnej. Złożenie podpisu pod „Oświadczeniem” oznaczało odzyskanie wolności. Po kilkumiesięcznym okresie dozoru policyjnego i niestwierdzeniu prowadzenia działalności religijnej osobami takimi przestawano się interesować, a jednak niewielu podpisało „Oświadczenie” (Erklärung). W intencji nazistów „Oświadczenie” stanowiło element broni psychologicznej. Jednemu ze Świadków Jehowy po 8 latach pobytu w obozach koncentracyjnych zaproponowano podpisanie „Oświadczenia” (Erklärung). Gdy odmówił, został przez nazistów wysłany do domu na przymusowy „urlop” i przykuty do łóżka. Po kilku dniach pobytu z rodziną esesmani powrócili i ponownie dali mu do podpisania ten sam dokument. Gdy ponownie odmówił, musiał powrócić do obozu koncentracyjnego.

### Bergen-Belsen
Świadkowie Jehowy znaleźli się w znaczącej liczbie już w grupie pierwszych więźniów zesłanych do obozu tymczasowego Bergen-Belsen. Do ich zadań należało utrzymanie porządku w obozie oraz wznoszenie nowych baraków dla więźniów wysyłanych w transportach, dla około 600 osób z obozów koncentracyjnych Buchenwald, Niederhagen-Wewelsburg i Natzweiler. Przybyły 7 maja 1943 roku do Bergen-Belsen transport z obozu Niederhagen składał się z grupy około 100–150 więźniów, z których większość stanowili Świadkowie Jehowy. Kilku Świadków Jehowy trafiło do obozu później. Ponieważ tuż przed wyzwoleniem obozu niemal całkowicie zniszczono ewidencję obozową, ustalenie ilości więźniów będących Świadkami Jehowy jest trudne, gdyż w wypadku tej grupy więźniów nie prowadzono akt równoległych. Z tego względu z imienia znanych jest zaledwie pięciu Świadków Jehowy, którzy wchodzili w skład pierwszego komanda budowlanego w Bergen-Belsen.
Na podstawie opisów komanda budowlanego przeniesionego z Niederhagen-Wewelsburg można stwierdzić, że wysoki odsetek Świadków Jehowy osadzonych w obozie stanowili rzemieślnicy, zatrudnieni przede wszystkim przy pracach budowlanych. Stanowili oni solidarną grupę, która wzajemnie udzielała sobie pomocy. Otrzymane paczki rozdzielano wspólnie, a pieniądze trzymano w zbiorowej kasie, co dzięki gromadzeniu wspólnych zapasów pozwalało otrzymywać wsparcie również osobom słabszym czy więźniom bez rodzin. Więźniowie ci wzajemnie pielęgnowali odniesione rany czy pomagali sobie w przypadku choroby. Przed ciszą nocną prowadzono rozmowy na tematy biblijne. Grupa ta znacząco odróżniała się od polskich i rosyjskich więźniów politycznych osadzonych w Bergen-Belsen. Więzieni Świadkowie Jehowy pochodzili z ZSRR, Polski, Austrii, Holandii, Niemiec, Węgier i Słowacji. Z tej grupy jedyne dokładne dane dotyczą holenderskich Świadków Jehowy, których o ustalonych personaliach było 15, a 10 z nich zmarło w tym obozie. Większość Świadków Jehowy wyzwolonych z Bergen-Belsen posługiwała się językiem polskim. Przyjmuje się, że przez obóz przeszło co najmniej 150–200 Świadków Jehowy.
Przez obóz przeszła też grupa 26 kobiet będących Świadkami Jehowy, wśród których znalazła się Charlotte Tetzner (z domu Decker), która w obozie koncentracyjnym Ravensbrück została osadzona jako więzień polityczny, lecz przyjęła wierzenia Świadków Jehowy i w grudniu 1941 roku odmówiła podpisania orzeczenia o wyparciu się wiary. Nawet rozmowa z Heinrichem Himmlerem podczas jego wizyty w Ravensbrück nie zmieniła jej przekonań. Po przeniesieniu do Auschwitz i ponownym zakwalifikowaniu jej do więźniów politycznych samowolnie do swojego pasiaka przymocowała fioletowy trójkąt. Mimo sprzeciwu esesmanek trwała przy swoim postanowieniu i w końcu zezwolono jej nosić fioletowy trójkąt. Według wspomnień Odette Abadi, francuskiej lekarki nie należącej do grupy Świadków Jehowy, w jednym czasie w Bergen-Belsen przebywało około 60 kobiet będących Świadkami Jehowy, w tym trzy ustalone z nazwiska narodowości żydowskiej. Jedna z nich, Rachel Sacksioni-Leveé, prowadziła rozmowy na tematy religijne z rabinem Aaronem Davidsem, co jest jedynym znanym takim wypadkiem w obozach koncentracyjnych.

### Buchenwald
Przez obóz KL Buchenwald przeszło około 800 Świadków Jehowy, a co najmniej 38 z nich poniosło śmierć. Przez większą część jego funkcjonowania więziono w nim od 300 do 450 Świadków Jehowy. Hitlerowski oficer Arthur Rödl ostrzegł ich: „Jeżeli ktoś z was będzie się wzbraniał walczyć przeciw Francji lub Anglii, wszyscy pożegnacie się z życiem!” Przy bramie czekały dwie uzbrojone kompanie SS. Żaden ze Świadków Jehowy nie uległ. Od odmawiających wyrzeczenia się wiary, wymagano podpisania oświadczenia, zawierającego stwierdzenie „że, nigdy nie złamię przysięgi danej Jehowie”.

### Dachau
W obozie koncentracyjnym Dachau osadzono około 600 Świadków Jehowy, z czego 101 zginęło (w tym 32 zagazowano w Zamku Hartheim).

### Groß-Rosen
W obozie Groß-Rosen osadzono co najmniej 109 Świadków Jehowy, w tym 74 Polaków, 25 Niemców, 4 Austriaków, 1 Luksemburczyk, 1 Czech, 1 Holender oraz 3 osoby o narodowości nieustalonej.

### Mauthausen-Gusen

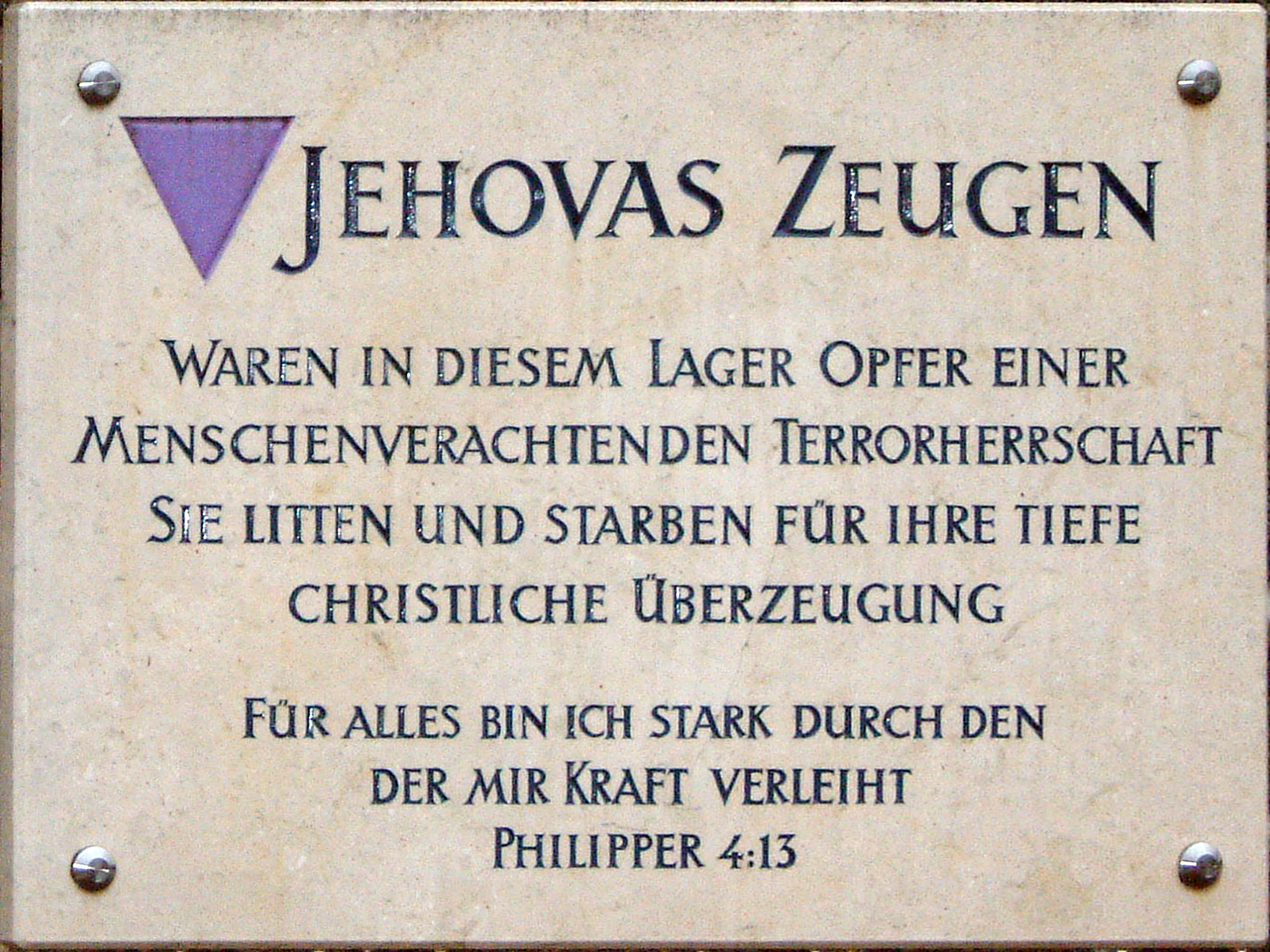
Tablica pamiątkowa informująca o pobycie Świadków Jehowy w obozie hitlerowskim Mauthausen-Gusen

W obozie Mauthausen-Gusen więziono około 450 Świadków Jehowy (największą grupę stanowili Świadkowie Jehowy z Niemiec, kolejną z Polski – 89), a około 140 z nich straciło życie. Głównym celem jego istnienia była planowa eksterminacja więźniów. W obozie Świadkowie Jehowy spotykali się nocą w małych grupach i wspólnie omawiali zapamiętane wcześniej fragmenty Biblii. Gdy w obozie udało się zdobyć egzemplarz Pisma Świętego, podzielono go na części, którymi następnie się wymieniano.
W Gusen Świadkowie Jehowy z zachowaniem najwyższej ostrożności dyskretnie dzielili się orędziem biblijnym z innymi więźniami. Studiowali Biblię z pięcioma polskimi więźniami, którzy z czasem zostali potajemnie ochrzczeni w drewnianym korycie wykonanym specjalnie do tego celu. Więzień obozu Franz Desch przedstawiał orędzie biblijne oficerowi SS, który później został Świadkiem Jehowy.

### Moringen (obóz dla kobiet)
Od stycznia 1935 do obozu zaczęły przybywać więźniarki będące Świadkami Jehowy. 9 stycznia 1935 roku Anna Seifert została deportowana do kobiecego obozu koncentracyjnego Moringen. Jest to pierwszy udokumentowany przypadek umieszczenia Świadka Jehowy w obozie koncentracyjnym. Zdecydowana większość więźniarek Moringen pochodziła z małych miast i wsi, a zaledwie 12% tej grupy mieszkało przed uwięzieniem w dużych ośrodkach miejskich, w których istniały duże grupy Świadków Jehowy. Duża grupa więźniarek pochodziła z Saksonii.
Znanych jest 310 imiennych przypadków osadzenia kobiet będących Świadkami Jehowy w kobiecym obozie koncentracyjnym Moringen. W Moringen udział procentowy kobiet Świadków Jehowy wzrósł z 17% w czerwcu 1937 roku do 89% w grudniu 1937. Mimo starań kierownictwa obozu więźniarki będące Świadków Jehowy w obozie koncentracyjnym Moringen w przeważającej większości nie dały się nakłonić do porzucenia swoich wierzeń, ale próbowały także w obozie kontynuować działalność ewangelizacyjną. Pod koniec 1937 roku obóz kobiecy został rozwiązany, a więźniarki skierowano do KL Lichtenburg, gdzie więźniarki będące Świadkami Jehowy ponownie utworzyły największą grupę więźniów.

### Ravensbrück
W roku 1939 znaczna grupa Świadków Jehowy została przeniesiona z obozu w Lichtenburgu do nowego kobiecego obozu koncentracyjnego w Ravensbrück. Kobiety te były pierwszymi więźniarkami obozu. Od zimy 1939/1940 za odmowę pracy w przemyśle zbrojeniowym, 400 z nich przebywało w Zellenbau, „izolacie” obozu. Do końca 1944 roku w Ravensbrück więziono około 1200 kobiet będącymi Świadkami Jehowy. W obozie około 300 młodych Rosjanek zostało Świadkami Jehowy.

### Sachsenhausen

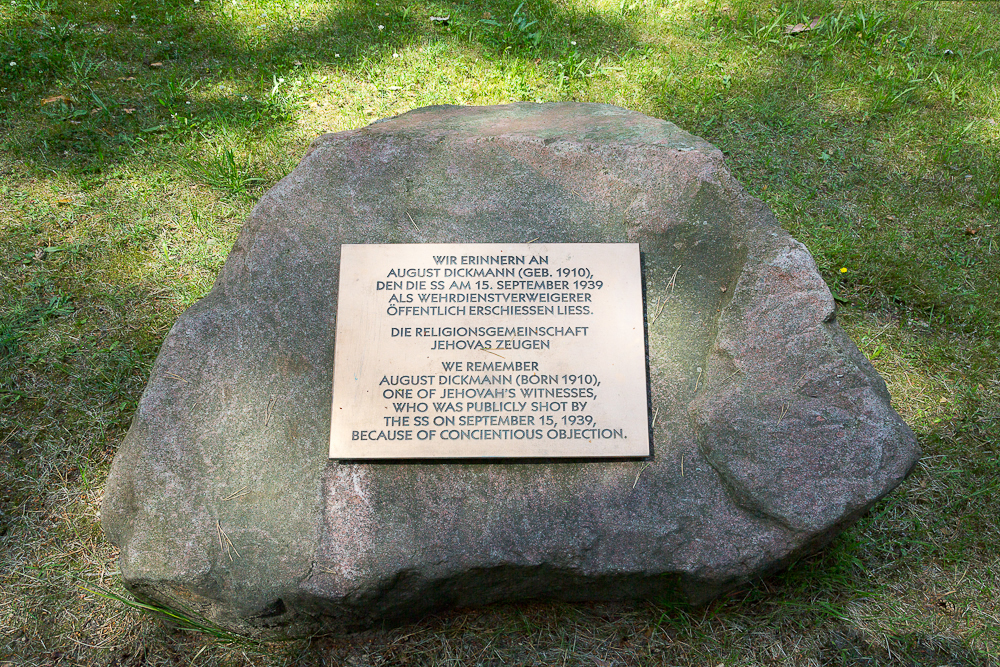
Tablica upamiętniająca śmierć Augusta Dickmanna w KL Sachsenhausen

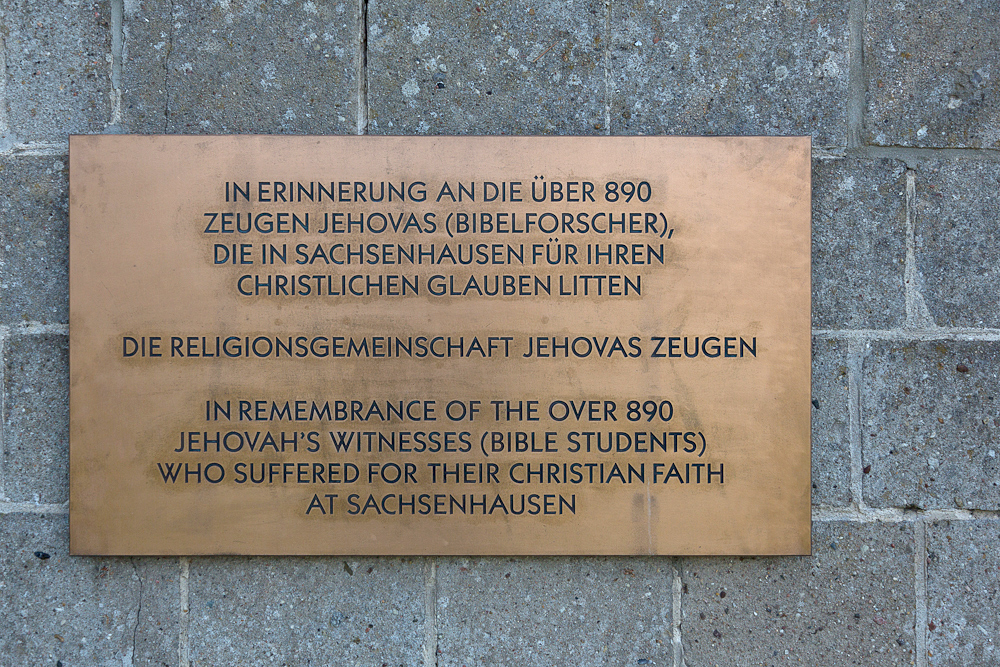
Tablica pamiątkowa upamiętniająca ponad 890 Świadków Jehowy, więźniów KL Sachsenhausen

W obozie Sachsenhausen uwięziono przeszło 890 Świadków Jehowy. Imiennie ustalono personalia ponad 650 więźniów z Niemiec, 29 z Austrii, 152 z Holandii i Belgii, 6 z Polski, 3 z Francji oraz 2 z Czechosłowacji. W obozie przebywało również wielu więźniów IBV z Polski, Belgii, Czechosłowacji i Związku Radzieckiego o nieustalonej tożsamości. W latach 1938–1943 w obozie zmarło co najmniej 168 Świadków Jehowy (tylko podczas surowej zimy 1939/1940 z powodu złego traktowania, głodu i wycieńczenia zmarło ich 100). Pomimo perspektywy surowej kary lub nawet śmierci więźniowie IBV stanowczo odmawiali wykonywania wszelkich prac sprzecznych z ich wierzeniami. Grupa ta kierowała się wysokim poczuciem solidarności oraz ostrożnie dzieliła się swoimi wierzeniami z innymi więźniami. W obozie kilku Ukraińców i Polaków zostało Świadkami Jehowy i zostali ochrzczeni w wannie należącej do izby chorych. Od 1942 roku niedzielnymi popołudniami w bloku nr 59 organizowano grupowe studium Biblii. Przez cały okres funkcjonowania obozu według szacunków zmarło co najmniej 200 Badaczy Pisma Świętego, w trzech przypadkach przeprowadzono oficjalną egzekucję.
15 września 1939 roku w obozie tym przeprowadzono egzekucję Augusta Dickmanna, na którego wydano wyrok śmierci za odmowę przyjęcia karty powołania do wojska. Był to pierwszy w Niemczech więzień skazany na śmierć z tego powodu podczas II wojny światowej. Egzekucję przeprowadzono w obecności wszystkich 8500 więźniów obozu, w tym również setek Świadków Jehowy, wśród których był Heinrich Dickmann, brat Augusta. Po oddaniu strzałów przez komando egzekucyjne z dowodzącym Rudolfem Hössem, komendant obozu Hermann Baranowski zagroził taką samą karą innym Świadkom Jehowy, których w obozie było wówczas około 400–500 – jeśli odmówią podpisania oświadczenia o porzuceniu przynależności religijnej oraz swoich wierzeń. Mimo to żaden z nich nie ustąpił, a dwie osoby, które wcześniej podpisały oświadczenia, wystąpiły z szeregu i oświadczyły, że je wycofują. Postawę Augusta Dickmanna oraz ponad 890 więźniów będących Świadkami Jehowy upamiętniono tablicami pamiątkowymi w 1999 roku.
Osadzony w tym obozie sługa Oddziału Świadków Jehowy w Niemczech Erich Frost w okresie uwięzienia skomponował pieśń „Naprzód Świadkowie!”, która znalazła się później w śpiewniku używanym przez tę grupę religijną. Miała ona pokrzepić i dodać otuchy współwyznawcom osadzonym w Sachsenhausen. Słowa tej pieśni zostały przemycone do Szwajcarii, a stamtąd trafiły do Biura Głównego Świadków Jehowy w Nowym Jorku. Chór Świadków Jehowy wykonał ją po raz pierwszy 1 sierpnia 1948 roku na kongresie Świadków Jehowy. Od tego czasu znajduje się ona w śpiewniku Świadków Jehowy.

### Wewelsburg
Chociaż Badacze Pisma Świętego nie zaliczali się do największych liczebnie grup więźniarskich w Wewelsburgu, znaczna część ustnych i pisemnych wspomnień pochodzi właśnie od nich. Podczas dwóch faz funkcjonowania obozu więźniowie będący Świadkami Jehowy stanowili jedyną grupę więźniarską: 1) od lutego do sierpnia 1940 roku w komandzie zewnętrznym i w podobozie Sachsenhausen; 2) w komandzie utworzonym z resztek innych komand roboczych (Restkommando) – w okresie od rozwiązania obozu koncentracyjnego Niederhagen w kwietniu 1943 roku do 2 kwietnia 1945 roku, gdy obóz został wyzwolony przez oddziały amerykańskie. W wyniku wymiany więźniów w maju 1940 roku około 220 Badaczy Pisma Świętego stanowiło jedyną grupę więźniów w obozie. Wybrano ich ze względu na kwalifikacje zawodowe (stolarze, kamieniarze, szklarze, malarze, murarze), gdyż Heinrich Himmler zamierzał przekształcić zamek w Wewelsburgu w centrum kultu SS. W większości zostali oni aresztowani podczas wielkich fal aresztowań w latach 1936–1937, a przed osadzeniem w Wewelsburgu przeszli przez różne obozy.
Po przybyciu większej grupy więźniów radzieckich, Świadków Jehowy rozdzielono po różnych blokach. Esesmani uważali, że przebywanie w swoim towarzystwie umacnia więzy łączące Badaczy Pisma Świętego, dlatego rozdzielanie miało stłumić ich solidarność, ale tak się nie stało. W okresie uwięzienia próbowali głosić swoim współwięźniom z innych baraków. Grupa 27 Świadków Jehowy, która odmówiła pełnienia służby wojskowej, w obozie ponownie otrzymała powołanie do wojska i została przeniesiona do pobliskich garnizonów. Po około 4 lub 5 tygodniach z wyjątkiem jednego, który podpisał oświadczenie, powrócili oni do Wewelsburga. Dalsze działania SS wobec tej grupy miały na celu jej wymordowanie. Cała grupa została skierowana do kompanii karnej, zmuszona do pracy ponad siły, pozbawiona jakiejkolwiek opieki lekarskiej i wystawiona na bestialskie działania SS. 26 Badaczy Pisma Świętego przeżyło kompanię karną i pozostało wiernymi swoim przekonaniom – dzięki swojej wierze i okazanej im solidarności reszty Świadków Jehowy.
Poszczególne osoby podejmowały starania, by zdobyć Biblię. Gdy było to tylko możliwe, prowadzono regularne studium Biblii pomimo grożących surowych kar. Gdy udało się przemycić na teren obozu „Strażnicę”, przeprowadzano studium Strażnicy. Gdy zimą z 1942 na 1943 na skutek zdrady odkryto nielegalną drukarnię w Oberhausen-Sterkrade, Badacze Pisma Świętego w Wewelsburgu urządzili w obozie własny prowizoryczny zakład drukarski. Zainstalowano system ostrzegania, który czerwoną lampką informował o otwieraniu bramy obozu dla więźniów, co pozwalało dostatecznie szybko ukryć nielegalne materiały. Przebudowano elektryczne ogrodzenie, dzięki czemu nocą kilka osób mogło przemycać materiały. Na terenie pobliskiej wsi istniały tajne „skrytki pocztowe”, przez które przekazywano literaturę. Nielegalni kurierzy przemycali pisma pod bokiem SS aż do czasu wyzwolenia obozu.

#### Obozy na terenach okupowanych
- Auschwitz-Birkenau

W ciągu blisko 5 lat istnienia obozu Auschwitz-Birkenau osadzono w nim przeszło 400 Świadków Jehowy. Wśród nich było co najmniej: 193 Polaków, 126 Niemców, 21 Austriaków, 21 Holendrów, 4 Czechów, 4 Jugosłowian, 3 Ukraińców, 2 Rosjan, 3 Węgierki, 1 Luksemburczyk, 1 osoba z terenów ZSRR oraz 28 osób o nieustalonej narodowości. Prawie 40% osadzonych w nim Świadków Jehowy straciło życie (co najmniej 152). Świadkowie Jehowy należeli do jednych z pierwszych więźniów tego obozu. Pomimo grożących konsekwencji w obozie organizowano nielegalnie spotkania religijne, także dla więźniów zainteresowanych poznawaniem Biblii. W 1941 roku komendant obozu Heinrich Himmler osobiście nakłaniał wyznawców do podpisania oświadczenia o wyrzeczeniu się wiary, jednak nikt tego nie uczynił 30 września 1942 roku Rudolf Höss wydał zezwolenie na zatrudnianie kobiet będących Świadkami Jehowy w domach rodzin SS, w charakterze pomocy domowych (u niego pracowały Sophie Stippel i Gertrud Blask). W maju 1943 roku pracowało tak 99 więźniarek. Dołączyły do nich z kolejnych transportów (również Polki z fioletowymi trójkątami). Straże nazywały je „biblijnymi pszczołami” lub „biblijnymi gąsienicami”. Höss stwierdził: „Mimo swej mniej lub bardziej fanatycznej postawy były bardzo pożądanym elementem. Pracowały one przeważnie w gospodarstwach domowych wielodzietnych rodzinach, w domu SS-manów, a nawet w kasynie oficerskim SS jako personel obsługujący, głównie zaś w rolnictwie, jak np. na farmie drobiu w Harmężach oraz na różnych folwarkach obozowych”. Dzięki pracy poza obozem więźniarki zdobywały publikacje Świadków Jehowy i potajemnie przemycały je do obozu. Na farmie w Harmężach więźniarki będące Świadkami Jehowy gotowały dla grupy więźniarek. Podobnie jak mężczyźni, również kobiety, będące Świadkami Jehowy cieszyły się dobra opinia, zwłaszcza Niemki, które stanowiły przeciwieństwo znanych z okrucieństwa więźniarek funkcyjnych tej narodowości. więźniarki pracujące bez dozoru, często na zewnątrz przekazywały informacje o sytuacji w obozie. Pocieszały też inne osoby (w tym Żydówki), które czekały na karę śmierci.
- KL Lublin

W obozie KL Lublin uwięziono co najmniej 57 Świadków Jehowy, w tym 27 Polaków, 16 Niemców, 4 Holendrów, 2 Jugosłowian, 2 Rosjan, 1 Austriaka, 1 Luksemburczyka, 1 Węgra oraz 3 osoby o narodowości nieustalonej. Dziewiętnaście osób z tego grona zatrudniono w filii KL Lublin – w przedsiębiorstwie DAW na ulicy Lipowej 7. .
- KL Stutthof

Do obozu koncentracyjnego Stutthof trafiło co najmniej 99 Świadków Jehowy. Było wśród nich co najmniej 54 Niemców, 40 Polaków, 1 Austriak, 1 Szwajcar, 1 Jugosłowianin, 1 Ukrainiec i 1 osoba bezpaństwowa. Wielu Świadków Jehowy osadzonych w tym obozie trafiło do niego z powodu odmowy podpisania oświadczenia o wyrzeczeniu się wiary. Spośród co najmniej 99 Świadków Jehowy uwięzionych w tym obozie 29 osób zmarło.

### Marsze śmierci
Pod koniec II wojny światowej wraz ze zbliżaniem się wojsk radzieckich Niemcy ewakuowali niektóre obozy koncentracyjne. Marsze te zostały nazwane „marszami śmierci”, gdyż ze względu na warunki, w jakich miała miejsce ewakuacja, doprowadziły do śmierci tysięcy więźniów. Umierali oni z powodu skrajnego wyczerpania, chorób, głodu lub mordów dokonywanych przy drodze przez esesmanów na osobach, które nie były już w stanie kontynuować wędrówki w wyznaczonym tempie. W trakcie tych ewakuacji Świadkowie Jehowy z narażeniem życia pomagali sobie wzajemnie, dzięki czemu ginęło ich wyjątkowo mało. Na przykład podczas ewakuacji obozu koncentracyjnego w Sachsenhausen, rozpoczętej 21 kwietnia 1945 roku, w marszu śmierci uczestniczyło 230 Świadków Jehowy, w tym 17 lub 18 kobiet. Na własną prośbę utworzyli oni oddzielną kolumnę, mającą dużą swobodę doboru miejsc noclegowych i zdobywania pożywienia. Wszyscy Świadkowie Jehowy przetrwali marsz śmierci i zostali uwolnieni 3 maja 1945 roku.

## Sytuacja po wojnie
Po zakończeniu II wojny światowej – zarówno w wyniku prześladowań, jak też uchodźstwa – pozostało w Niemczech 7000 Świadków Jehowy. Znaleźli się oni w dwóch strefach. Na zachodzie Niemiec działali w pełni legalnie. Jednakże w ciągu pierwszych dwóch dekad powojennych nie ukazał się żaden artykuł naukowy poruszający temat postawy Świadków Jehowy wobec III Rzeszy. Pierwszą naukową pracą poruszającą ten temat było opracowanie Friedricha Zipfla z roku 1965 pod mylącym tytułem Kirchenkampf in Deutschland („Walka Kościołów w Niemczech”). Do 1991 roku niemieckie sądy odmawiały ofiarom wypłaty odszkodowań, argumentując, że odmowa pełnienia służby wojskowej nie wynikała z przekonań religijnych. Natomiast w radzieckiej strefie okupacyjnej Niemiec Świadków Jehowy czekały dalsze prześladowania i kolejne ofiary śmiertelne, a wolność religijną odzyskali dopiero w roku 1990. W roku 1970 organa władzy państwowej NRD, w tym Urząd ds. Wyznań, zleciły opublikowanie obszernego dzieła Dokumentation über die Wachtturm-Gesellschaft („Dokumentacja o Towarzystwie Strażnica”). Dzieło to opracowane przez nieznanych autorów przy współpracy ze służbami bezpieczeństwa Stasi, wydał były Świadek Jehowy Manfred Gebhard. Miało ono legitymować zakaz działalności i prześladowania Świadków Jehowy w NRD przez władze komunistyczne (w latach 1950–1961 w komunistycznych więzieniach zmarło 60 Świadków Jehowy, zarówno mężczyzn, jak i kobiet, a 12 osób otrzymało kary dożywocia, zamienione później na 15 lat więzienia). Koncentrowało się ono na podaniu w wątpliwość rzeczywistego sprzeciwu Świadków Jehowy wobec reżimu nazistowskiego. W działania te włączyły się później również amerykańskie środowiska neonazistów, a z prześladowanych bez skrupułów zrobiono prześladowców.
Aż do lat 90. XX wieku badacze w bardzo niewielkim stopniu zajmowali się tematem prześladowań Świadków Jehowy w okresie III Rzeszy. Dopiero badania dr. Detlefa Garbe, opublikowane 1993 roku w książce Zwischen Widerstand und Martyrium. Die Zeugen Jehovas im „Dritten Reich.” („Między oporem a męczeństwem. Świadkowie Jehowy w Trzeciej Rzeszy.”), zaczęły zmieniać ten stan rzeczy. W roku 1994 Sybil Milton, główny historyk Amerykańskiego Muzeum Ofiar Pamięci Holocaustu w Waszyngtonie zainicjowała seminarium w Muzeum Ofiar Pamięci Holocaustu poświęcone prześladowaniom Świadków Jehowy. W muzeum tym losy Świadków Jehowy przedstawiono na przykładzie Helene Gotthold. Jesienią 1997 roku po raz pierwszy Towarzystwo Strażnica przy współpracy z Instytutem Fritza Bauera we Frankfurcie, Muzeami Obozów Koncentracyjnych w Wewelsburgu i Neuengamme, Federalnym Ośrodkiem Kształcenia Politycznego oraz innymi instytucjami zorganizowało w Niemczech serię konferencji poświęconych temu tematowi. Od tego czasu większa grupa autorów zainteresowała się tematem prześladowań Świadków Jehowy, a od połowy lat 90. Świadkowie Jehowy nie są już pomijani w tematach wystaw prezentowanych w obozach koncentracyjnych.
W oparciu o opracowanie wydane przez Manfreda Gebharda niektórzy przeciwnicy Świadków Jehowy zarzucili im, że podczas zgromadzenia 25 czerwca 1933 roku próbowali wyrazić poparcie dla nazistów i polityki nienawiści wobec Żydów. Utrzymują oni, jakoby Świadkowie Jehowy udekorowali Wilmersdorfer Tennishallen flagami ze swastyką, czego jednak nie potwierdza dokumentacja fotograficzna tego zgromadzenia. Przeciwnicy nie posiadają żadnego dowodu na wysuwane oskarżenia, że Świadkowie Jehowy wieszali nazistowskie symbole lub je pozdrawiali. Krytycy twierdzą też, że zgromadzenie zaczęto niemieckim hymnem narodowym. Tymczasem Świadkowie Jehowy zaśpiewali pieśń nr 64 „Nadzieja Syjonu”, której religijny tekst napisano do melodii skomponowanej przez Josepha Haydna w 1797 roku. Pieśń ta od 1905 roku znajdowała się w śpiewniku „Pieśni brzasku Tysiąclecia” i od tego czasu była wielokrotnie śpiewana na zebraniach Badaczy Pisma Świętego na całym świecie. Choć w 1922 roku niemiecki rząd przyjął pieśń Josepha Haydna ze słowami Hoffmanna von Fallerslebena za hymn narodowy, to jednak trudno uznać, że śpiewanie pieśni o Syjonie w Jerozolimie miało być próbą zjednania sobie antyżydowskich nazistów. Co prawda w przyjętym oświadczeniu Świadkowie Jehowy zaprzeczyli, jakoby wbrew twierdzeniom przeciwników ich działalność była finansowa przez amerykańskie środowiska żydowskie, to jednak nie można tego uznać za poparcie antyżydowskiej polityki rządu.
Dr Detlef Garbe, dyrektor Muzeum Obozu Koncentracyjnego Hamburg-Neuengamme, który przez lata badał mniejsze grupy ofiar nazizmu, uważa, że wieloletnie pomijanie w badaniach Świadków Jehowy, którzy dzielili los innych grup prześladowanych przez nazistów, spowodowało zepchnięcie tematu prześladowań tej grupy więźniów na margines, powodując niewiedzę społeczeństwa, podobnie jak to się stało z zagładą Sinti i Romów. W ten sposób Świadkowie Jehowy przez lata byli niejako „zapomnianymi ofiarami” reżimu nazistowskiego.

## Opinie na temat postawy Świadków Jehowy w obozach koncentracyjnych
Postawa, którą zajmowali Świadkowie Jehowy w obozach koncentracyjnych, często była komentowana przez współwięźniów, nazistów czy historyków zajmujących się badaniami obozów koncentracyjnych.
- Geneviève de Gaulle, bratanica prezydenta Francji Charles’a de Gaulle’a, działaczka francuskiego ruchu oporu, więźniarka obozu Ravensbrück:

Podziwiałam je bardzo, bo przecież w każdej chwili mogły stamtąd wyjechać, gdyby tylko podpisały oświadczenie o wyrzeczeniu się wiary. Te kobiety, które wydawały się tak słabe i wyczerpane, ostatecznie okazały się mocniejsze od esesmanów dysponujących siłą i wszelkimi środkami. (...) [Świadkowie Jehowy] mieli własną siłę, a ich woli nikt nie mógł złamać.

- Rudolf Höss, komendant obozu koncentracyjnego Auschwitz-Birkenau:

Tak wyobrażałem sobie pierwszych chrześcijańskich męczenników oczekujących na arenie na rozszarpanie ich przez dzikie zwierzęta. Szli oni na śmierć z jasnym obliczem, skierowanymi ku górze oczyma, złożonymi do modlitwy i podniesionymi rękoma. Wszyscy, którzy oglądali tę śmierć, byli wzruszeni, poruszony był nawet pluton egzekucyjny.

- dr Detlef Garbe, dyrektor Muzeum Obozu Koncentracyjnego Neuengamme:

Żadna inna społeczność religijna nie opierała się hitlerowskiej presji podporządkowania się państwu nazistowskiemu w równie solidarny i niewzruszony sposób.

- prof. Christine King, brytyjska historyk, ekspert od badań nad nazizmem i III Rzeszą:

Hitlerowcy mieli się wnet przekonać, że brutalnością nie zdołają powstrzymać Świadków Jehowy. Im bardziej byli uciskani, tym mocniej zwierali szeregi, a ich opór nabierał twardości diamentu. Dlatego ich przeżycia stanowić mogą dzisiaj cenny materiał dla każdego, kto prowadzi badania nad przetrwaniem w warunkach ekstremalnych.

- dr Henrik Eberle, niemiecki historyk, autor książki Briefe an Hitler („Listy do Hitlera”), w której opisał listy wysyłane do Adolfa Hitlera, w tym około 20 tys. listów i telegramów skierowanych przez Świadków Jehowy z około 50 krajów:

Na tle milionów ofiar nazistowskiego reżimu liczba ta [ofiar spośród Świadków] wydaje się znikoma. Mimo to stanowi świadectwo zbiorowej i bezkompromisowej niezłomności, która zasługuje na szacunek.

- dr Hubert Roser w publikacji „Społeczność religijna Świadków Jehowy w Badenii-Wirtembergii w latach 1933–1945” w 2001 roku stwierdził:

Z postępowania Świadków Jehowy w ‚Trzeciej Rzeszy’ możemy się nauczyć po pierwsze tego, że nielicznej grupie ludzi w Niemczech udało się dzięki wierze i żelaznej solidarności nawet za wysoką cenę uniknąć ingerencji totalitarnego reżimu hitlerowskiego. (...) Po drugie, my, pokolenia nastające po erze ‚Trzeciej Rzeszy’, powinniśmy czuć się zobowiązani do dania na przyszłość gwarancji, że już nigdy nie dojdzie do tego, by ludzie pragnący pozostać wierni swojemu sumieniu musieli iść na śmierć.

- Alicja Gawlikowska-Świerczyńska, więziona w Ravensbrück, wskazuje na swego rodzaju uprzywilejowaną pozycję Świadków w obozie:

One dostawały najlepsze prace. Sprzątały domy esesmanów i dozorczyń, bo wiadomo było, że nie uciekną. Miały swoje święte przepisy – zasady religijne. I miały sporo wolności, bez ochrony chodziły do tych domów sprzątać, nikt ich nie pilnował i żadnej nie przyszło do głowy, żeby uciec. (...) Nie uznawały władzy cywilnej, ludzkiej i buntowały się, że na rozkaz trzeba wyjść i stać na apelu. (...) Ciągnęli je za włosy, więc kładły się na ziemi. Mróz, śnieg, a one leżały. Polewali je wodą, nie dawali im jeść i to znosiły. Ale mimo wszystko były uprzywilejowane, na specjalnych prawach, lepiej traktowane, miały swobodę, spokój, bo Niemcy wiedzieli, że dobrze pracują i nie uciekną.

## Upamiętnienie

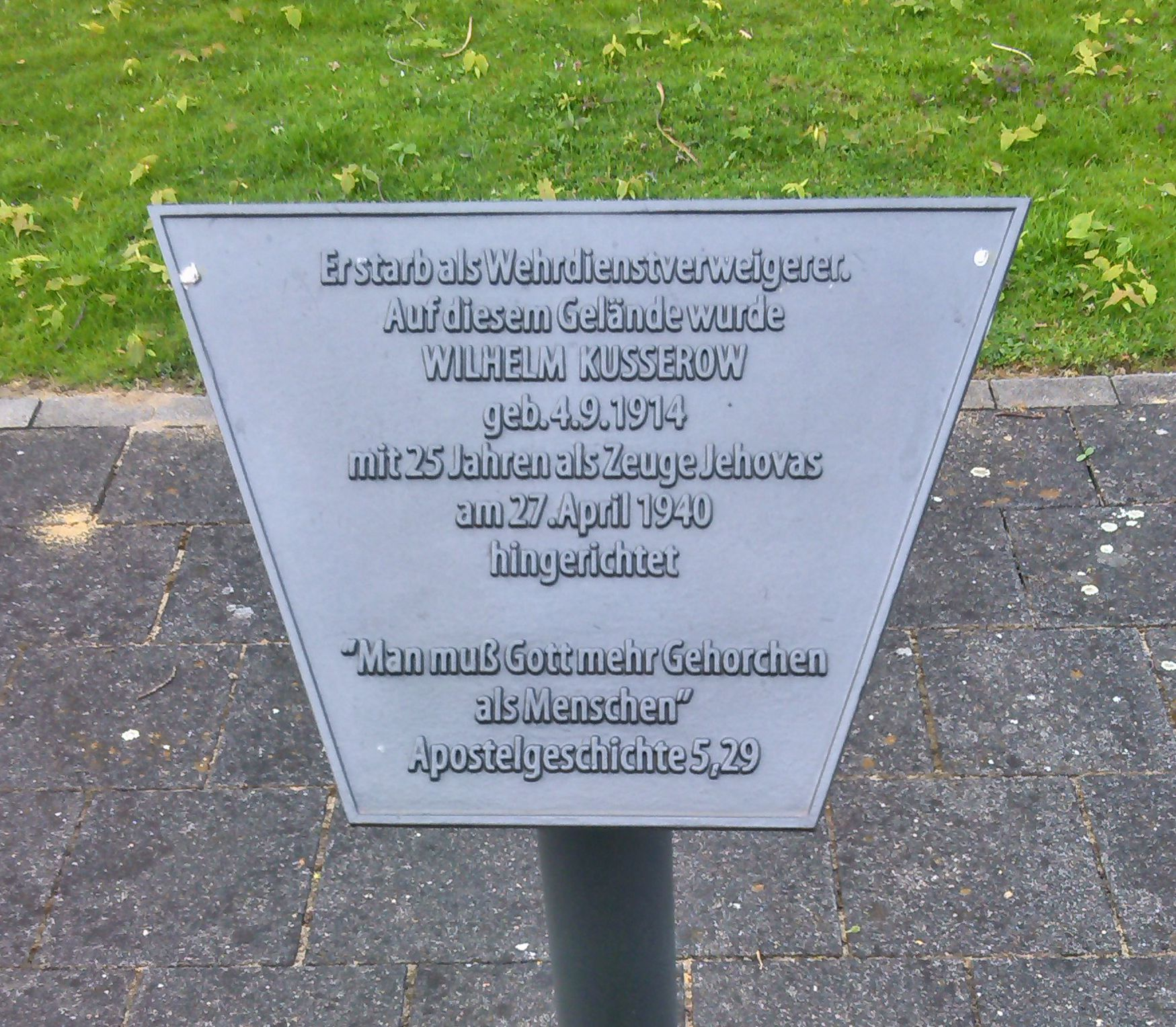
Tablica w Münster, upamiętniająca Wilhelma Kusserowa – straconego 27 kwietnia 1940 roku

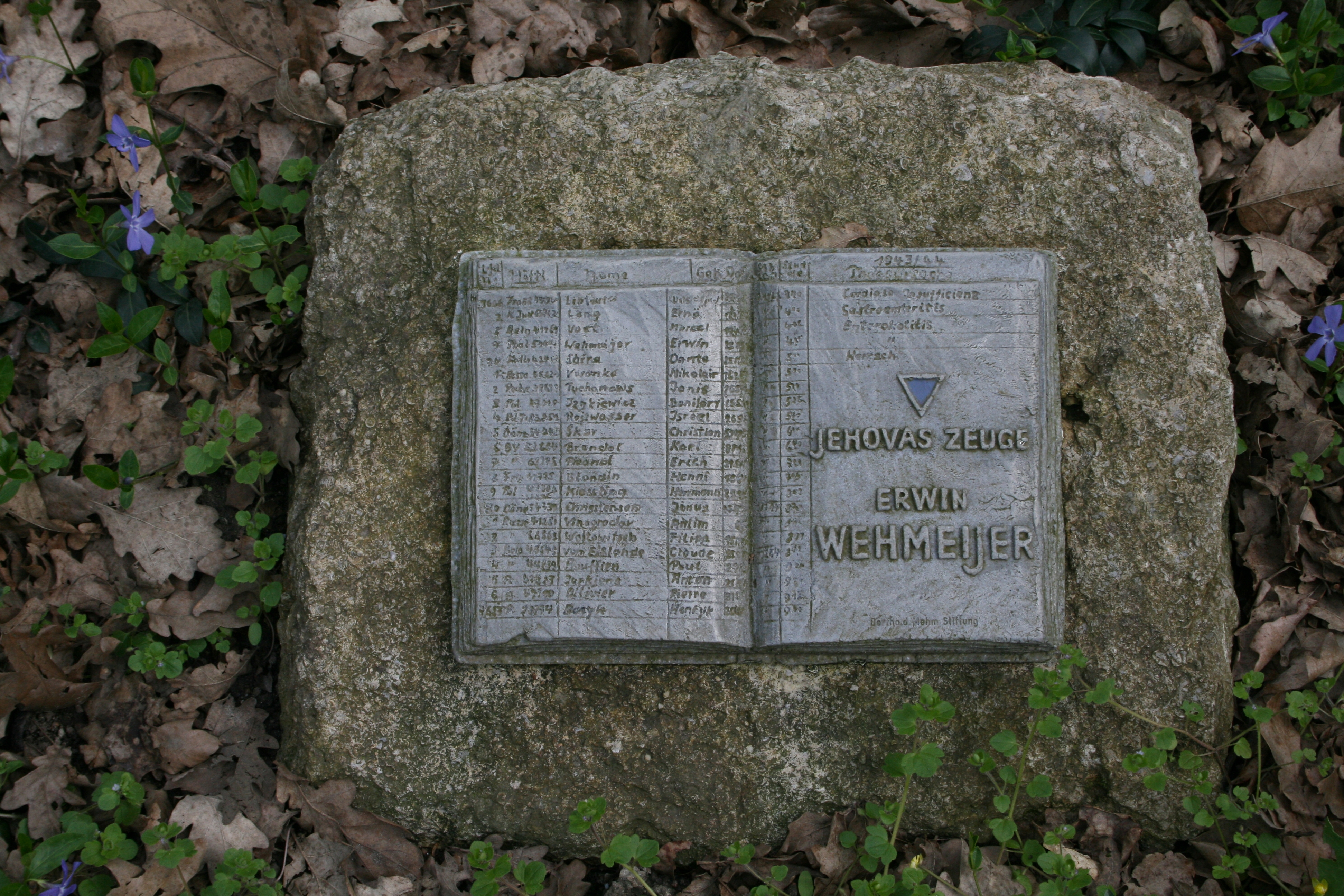
Pamiątkowy kamień upamiętniający Erwina Wehmeijera, ofiarę KL Neuengamme

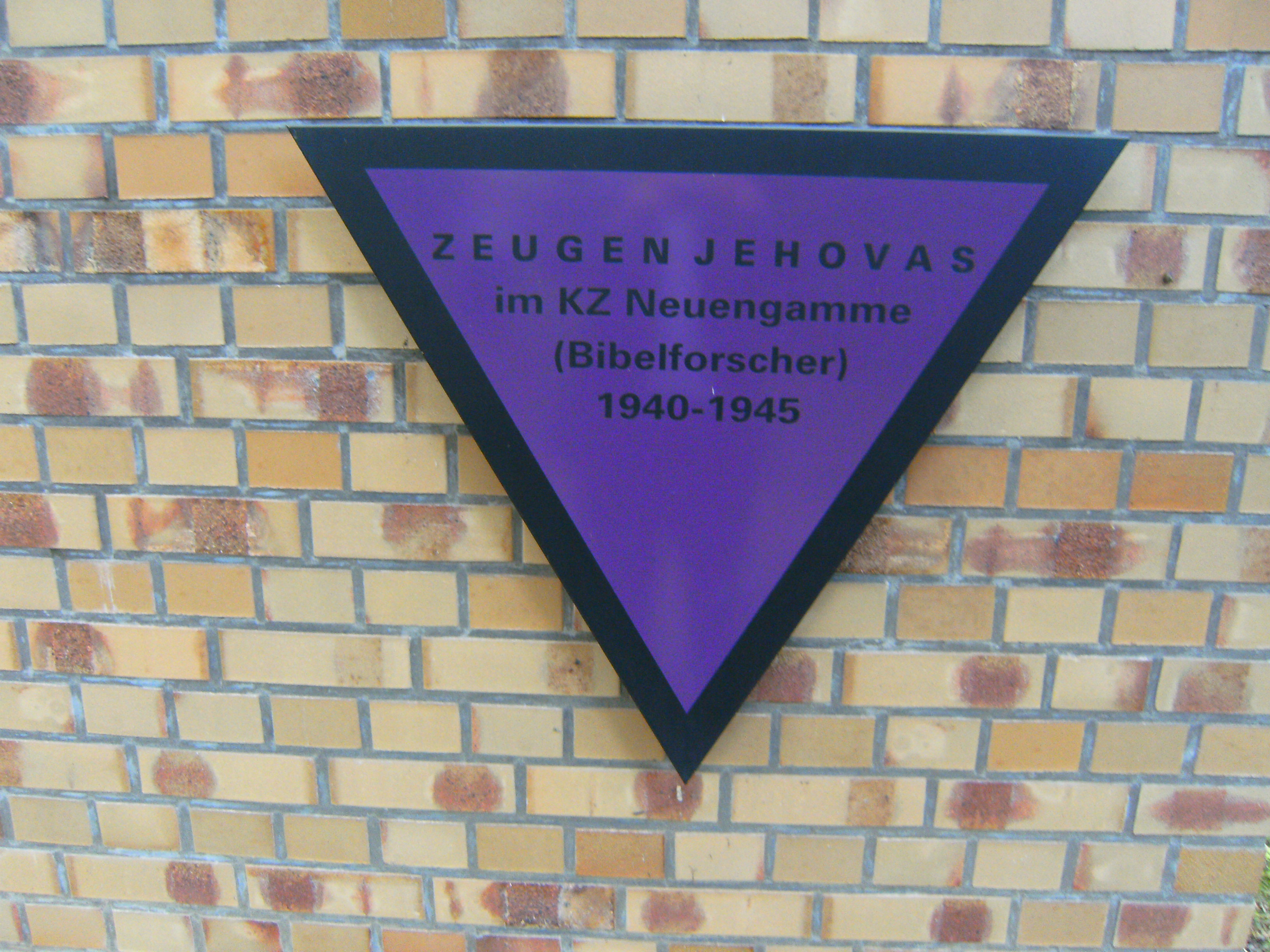
Tablica pamiątkowa, informująca o pobycie Świadków Jehowy w obozie hitlerowskim KL Neuengamme

### Filmy
Dzięki staraniom Działu Informacyjnego Biura Oddziału Świadków Jehowy w Niemczech wydano film dokumentalny „Niezłomni w obliczu prześladowań – Świadkowie Jehowy a hitleryzm”. Premiera filmu miała miejsce 6 listopada 1996 roku w Muzeum Obozu Koncentracyjnego Ravensbrück. Uczestniczyli w niej naoczni świadkowie, badacze zajmujący się tą tematyką oraz przedstawiciele opinii publicznej. Przed uroczystością odbyła się konferencja prasowa, podczas której referaty przedstawili dr Detlef Garbe (dyrektor Muzeum Obozu Koncentracyjnego Neuengamme k. Hamburga) oraz Wulff Brebeck (historyk oraz dyrektor Muzeum Powiatowego w Wewelsburgu). Przeprowadzono również wywiady z naocznymi świadkami: Simone Liebster oraz Franzem Wohlfahrtem, których losy zostały przedstawione w filmie Niezłomni w obliczu prześladowań – Świadkowie Jehowy a hitleryzm.
W roku 1991 brytyjska wytwórnia Starlock Pictures zrealizowała film dokumentalny Fioletowe trójkąty. Przedstawia on historię prześladowań niemieckiej rodziny Kusserow będącej Świadkami Jehowy, w latach 1933–1945 prześladowanej ze względu na poglądy religijne. Świadkowie Jehowy uzyskali prawa do jego kopiowania i dystrybucji.

### Tablice pamiątkowe, pomniki
Postawa Świadków Jehowy została upamiętniona na tablicach pamiątkowych w różnych niemieckich obozach koncentracyjnych. Kilka przykładów:
18 września 1999 roku w obozie koncentracyjnym Sachsenhausen odsłonięto kamień upamiętniający postawę Augusta Dickmanna, skazanego na śmierć przez rozstrzelanie za odmowę pełnienia służby wojskowej. Na zewnętrznym murze obozu wmurowano również tablicę pamiątkową upamiętniającą całą grupę przeszło 890 Świadków Jehowy więzionych w tym obozie. 16 września 2014 roku z okazji 75. rocznicy śmierci Dickmanna z inicjatywy Fundacji Brandenburskie Miejsca Pamięci (Stiftung Brandenburgische Gedenkstätten) zorganizowano obchody tej rocznicy, obejmujące przemówienia przypominające ofiary nazizmu.
9 maja 2002 roku Rikola-Gunnar Lüttgenau, wicedyrektor Fundacji Miejsc Pamięci w Buchenwaldzie i Dorze-Mittelbau, odsłonił tablicę upamiętniającą Świadków Jehowy, uwięzionych w KL Buchenwald. Zawiera ona słowa: „Ku pamięci Świadków Jehowy, którzy tu cierpieli i zginęli, prześladowani za swoje wierzenia”, a nad nim biblijny cytat z Dziejów Apostolskich 5:29 „Musimy być bardziej posłuszni Bogu jako władcy niż ludziom”. Przez obóz przeszło około 800 Świadków Jehowy, a co najmniej 38 z nich poniosło śmierć. Przez większą część jego funkcjonowania więziono w nim od 300 do 450 Świadków Jehowy.
W kwietniu 2006 roku w obozie koncentracyjnym KL Neuengamme odsłonięto tablicę, upamiętniającą cierpienia i śmierć Świadków Jehowy prześladowanych w tym obozie za wiarę, oznaczonych fioletowym trójkątem. 27 sierpnia 2006 roku na terenie tego samego byłego obozu koncentracyjnego odsłonięto kamień pamiątkowy, upamiętniający Erwina Wehmeijera – Świadka Jehowy, który 2 grudnia 1944 roku zginął w tym obozie. 9 października tego samego roku w Schleusegrund-Langenbach uroczyście odsłonięto tablicę pamiątkową Bertholda Mehma – Świadka Jehowy, który zginął w obozie koncentracyjnym KL Oranienburg. W maju 2008 roku w austriackim Sankt Lambrecht odsłonięto tablicę pamiątkową dla upamiętnienia Świadków Jehowy, którzy w roku 1943 zostali osadzeni na terenie miejscowego klasztoru.
21 kwietnia 2012 roku na terenie obozu w Ravensbrück odsłonięto tablicę upamiętniającą Świadków Jehowy – ofiary nazizmu. Jest to piąta taka tablica umieszczona na terenie byłego obozu koncentracyjnego – po Neuengamme, Sachsenhausen, Dachau i Buchenwald.
21 czerwca 2013 roku w miasteczku Lautertal-Reichenbach uroczyście odsłonięto pomnik upamiętniający zmarłego Maxa Liebstera (1915–2008), Świadka Jehowy żydowskiego pochodzenia, który w obozach koncentracyjnych spędził ponad 5 lat. Max Liebster wierzenia Świadków Jehowy przyjął podczas pobytu w obozie Neuengamme, gdy pracował w 30-osobowym komandzie złożonym z Żydów i Świadków Jehowy, a ochrzczony został w Buchenwaldzie niedługo po wyzwoleniu obozu w 1945 roku. Był on więźniem obozów koncentracyjnych: Sachsenhausen, Neuengamme, Auschwitz, Monowitz i Buchenwald. W uroczystości uczestniczyli burmistrz, przedstawiciele lokalnych władz, mieszkańcy oraz żona, Simone Arnold Liebster.
13 kwietnia 2014 roku w Miejscu Pamięci Obozu Koncentracyjnego Gusen w Austrii odsłonięto tablicę upamiętniającą około 450 Świadków Jehowy więzionych przez nazistów w obozie koncentracyjnym w Mauthausen i tablicę w jego podobozie w Gusen.
13 maja 2015 roku w Wiedniu, na ścianie rodzinnego domu Steinacherów, odsłonięto tablicę pamiątkową, poświęconą Gerhardowi Steinacherowi, Świadkowi Jehowy, który 30 marca 1940 roku za odmowę wstąpienia do armii został stracony przez hitlerowców.
19 maja 2017 roku władze gminy Techelsberg zorganizowały ceremonię upamiętniającą 31 Świadków Jehowy pochodzących z terenu gminy lub okolic, którzy zostali skazani na śmierć, wysłani przez nazistów do obozów koncentracyjnych lub byli represjonowani w inny sposób. Podczas uroczystości odsłonięto płytę pamiątkową, na której umieszczono nazwiska wszystkich represjonowanych z gminy Techelsberg.
7 maja 2018 roku w Muzeum Miejsce Pamięci Dachau uroczyście odsłonięto płytę pamiątkową poświęconą Maxowi Eckertowi, który za odmowę noszenia flagi ze swastyką w 1937 jako jeden z około 600 Świadków Jehowy został w tym czasie uwięziony w tym obozie. Ponad dwa lata później został przewieziony do obozu w Mauthausen gdzie zmarł 21 lutego 1940 w wieku 43 lat.
22 kwietnia 2023 roku w obozie koncentracyjnym Flossenbürg odsłonięto tablicę upamiętniającą Świadków Jehowy, którzy tam zginęli.
Świadków Jehowy zamordowanych w okresie III Rzeszy wielokrotnie upamiętniono również na stolperstein. Choć Świadkowie Jehowy sami byli prześladowani to udzielali też pomocy i schronienia Żydom. Do roku 2017 Instytut Pamięci Narodowej Jad Waszem uhonorował 21 członków społeczności badackich narodowości polskiej, węgierskiej, białoruskiej i słowackiej medalem „Sprawiedliwy wśród Narodów Świata”.

### Nazwy ulic
Niektórych Świadków Jehowy upamiętniono nadając nazwy ulicom.
Niedługo po wojnie, w 1947 roku w mieście Zwingenberg nazwano ulicę imieniem zmarłego 26 kwietnia 1940 roku w obozie koncentracyjnym Dachau Świadka Jehowy Hansa Gärtnera, więźnia obozu koncentracyjnego Dachau i Mauthausen, a ponieważ nigdy nie został on pochowany, na miejscowym cmentarzu umieszczono kamień upamiętniający jego postawę.
Po wojnie miasto Auerbach/Vogtland nazwało ulicę Alfreda Seltmanna (Seltmannstraße). Jako Świadek Jehowy został aresztowany przez gestapo, które nakazało mu wyrzeczenie się wiary. Gdy odmówił 28 kwietnia 1940 został wysłany do obozu koncentracyjnego Flossenbürg. Zmarł w obozie 4 stycznia 1945 roku. Pomimo zakazu działalności Świadków Jehowy w NRD nazwa ulicy została zachowana.
W tamtym okresie imieniem Hildegard Blumstengel, która za prowadzenie działalności kaznodziejskiej została deportowana do obozu koncentracyjnego Ravensbrück, gdzie została uśmiercona, nadano ulicę w Penig (w Langenleuba-Oberhain). W okresie NRD nazwa ulicy została zmieniona.
W roku 1945 władze Strasburga nazwały ulicę imieniem Antoine Freyermuth (Rue Antoine Freyermuth), Świadka Jehowy straconego 10 września 1943 roku w Plötzensee.
W roku 1948 w mieście Taucha nazwano ulicę (Rudolf-Winkelmann-Straße) imieniem Rudolfa Winkelmanna, który zmarł kilka dni po wyzwoleniu obozu koncentracyjnego w Bergen-Belsen.
W latach 50. XX wieku władze miejscowości Niestetal nadały nazwę ulicy (Wilhelmine-Pötter-Straße) imieniem Wilhelmine Pötter, zamordowanej 24 września 1942 roku w obozie koncentracyjnym Ravensbrück.
W 1992 roku nazwiskiem Emmy Zehden nazwano ulicę biegnącą wzdłuż byłego więzienia Plötzensee w dzielnicy Berlina Charlottenburg-Nord. Została ona stracona 9 czerwca 1944 roku wyrokiem trybunału ludowego (Volksgerichtshof) za ukrywanie trzech współwyznawców odmawiających pełnienia służby wojskowej.
W tym samym roku Urząd Miasta w miasteczku Baltmannsweiler imieniem Bernharda Grimma (ur. 1923), straconego 21 sierpnia 1942 roku w Plötzensee, nazwał nową ulicę w miasteczku.
Rada miasta Doetinchem nadała jednej z ulic imię Bernarda Polmana, również Świadka Jehowy, zastrzelonego 17 listopada 1944 roku w Zevenaar z powodu odmowy kopania okopów dla wojska.
W 1988 roku jedna z ulic (Karl-Reese-Weg) w Hamburgu została nazwana od nazwiska Karla Resse, który jako Świadek Jehowy zginął w KL Sachsenhausen.
W 1999 roku władze Moers nazwały jedną z ulic (Franz-Saumer-Weg) od nazwiska Świadka Jehowy zamordowanego 24 września 1942 roku w Ravensbrück.
Na początku 2004 roku w Lörrach, rodzinnym mieście rodziny Denzów, rada miejska przemianowała ulicę Stichstraße, przy której oddano do użytku nową Salę Królestwa, na Denzstraße – ulicę Denzów. Upamiętniła ona męczeńską śmierć małżeństwa Anny Marii i Oskara Denzów w obozach koncentracyjnych III Rzeszy.
W tym samym roku władze miasta Erlangen jedną z ulicę nazwały (Gustav-Heyer-Weg) od nazwiska Gustava Heyera, który w ramach akcji T-4 został deportowany na zamek Hartheim i uśmiercony 20 stycznia 1942 roku.
We Frankfurcie nad Odrą rada miejska nazwała ulicę imieniem zamordowanego 22 stycznia 1940 roku w obozie koncentracyjnym Sachsenhausen Świadka Jehowy Hermanna Boiana.
5 kwietnia 2005 roku imieniem Heinricha Kurlbauma nazwano jedną z ulic (Heinrich-Kurlbaum-Weg) w Minden, który został stracony 15 maja 1944 roku ze względu na sprzeciw sumienia wobec nazizmu.
W tym samym czasie w Meerbeck jedną z ulic (Franz-Saumer-Weg) nazwano od imienia Franza Saumera, który został stracony 4 lutego 1944 roku za sprzeciw sumienia.
Władze austriackiego St. Pölten nazwały ulicę nazwiskiem Antona Streyczeka (Anton-Streyczek-Gasse), straconego 24 grudnia 1939 roku w Plötzensee.
W 2024 roku w ramach Europejskiej Stolicy Kultury 2024 miasto Bad Ischl nadało niektórym ulicom imiona „pamiętnych” kobiet. Jedną z nich nazwaną Rosalia-Hahn-Allee. Rosalia Hahn z domu Gimpl zginęła w obozie koncentracyjnym Ravensbrück jako Świadek Jehowy.

### Wystawy i prezentacje
29 września 1994 roku w United States Holocaust Memorial Museum w Waszyngtonie odbyło się seminarium pt. „Hitlerowskie prześladowania Świadków Jehowy” z udziałem historyków z Niemiec, Stanów Zjednoczonych i Wielkiej Brytanii oraz Świadków Jehowy – byłych więźniów obozów.
Od maja 1995 roku do kwietnia 1996 roku objazdową wystawę „Relacja Świadków” pokazano w miastach Belgii, Francji i francuskojęzycznej części Szwajcarii. Prezentowała ona historię prześladowań Świadków Jehowy w czasie nazizmu.
27 stycznia 1998 roku w Międzynarodowym Dniu Pamięci o Ofiarach Holokaustu  Muzeum Pamięci w KL Sachsenhausen poświęciło ten dzień ofiarom będącymi Świadkami Jehowy. Zorganizowano wystawę pod tym tytułem „Fioletowe trójkąty – zapomniane ofiary nazizmu”, które w latach 1998–2002, obejrzało przeszło 600 000 osób. Była ona również prezentowana w Muzeach Pamięci byłych obozów koncentracyjnych w Mauthausen, Moringen, Neuengamme, Buchenwald, Sachsenhausen oraz Bergen Belsen, jak również w ośrodkach edukacyjnych i innych instytucjach edukacyjnych m.in. w Niemczech i Austrii. 14 stycznia 1999 roku w Muzeum Nordyckim w Szwecji zorganizowano wystawę „Zapomniane ofiary holocaustu”, którą pokazano także w przeszło 100 muzeach i bibliotekach publicznych w całym kraju, a obejrzało ją ponad 150 000 osób. W Austrii wystawę tę prezentowano w 70 miastach. W 2000 roku w Brazylii przeszło 70 tysięcy osób zobaczyło objazdową wystawę „Fioletowe trójkąty”, przedstawiającą prześladowanie Świadków Jehowy w okresie II wojny światowej. Od 21 września do 21 listopada 2004 roku w byłym hitlerowskim obozie koncentracyjnym Auschwitz-Birkenau była prezentowana wystawa „Więzieni za wiarę – Świadkowie Jehowy a hitleryzm”. Zwiedziło ją 142 095 osób z 71 krajów świata. W kolejnych latach prezentowano ją również w KL Stutthof, KL Lublin (Majdanek), obozie karno-śledczym w Żabikowie, Gross-Rosen oraz w kilku miastach Polski. W latach 2006–2008 w Austrii prezentowana była wystawa „Wybacz – TAK, Zapomnij – NIE” na temat Świadków Jehowy jako ofiar nazizmu. 7 marca 2022 roku w Centrum Edukacji Humanistycznej Muzeum Bojowników Getta w Lochame ha-Geta’ot w Izraelu, otwarto wystawę  „Wedontdothat” („My-takich-rzeczy-nie-robimy”). 3 kwietnia 2024 roku w Muzeum Holokaustu w Buenos Aires otwarto czteromiesięczna wystawę czasową „Fioletowe trójkąty – historia odwagi i niezłomności”. Trzyczęściowa wystawa złożona została z informacji historycznych i osobistymi relacjami, które pokazująca postawę Świadków Jehowy w krajach rządzonych przez nazistów.
4 lipca 2024 roku miała miejsce premiera lekcji internetowej online „Więźniowie z fioletowym trójkątem. Los Świadków Jehowy i Badaczy Pisma Świętego w obozie Auschwitz” przygotowana przez Międzynarodowe Centrum Edukacji o Auschwitz i Holokauście działające w Miejscu Pamięci w Oświęcimiu.
15 września 2024 roku w Miejscu Pamięci i Muzeum Sachsenhausen w Oranienburgu otwarto 3-miesięczną wystawę czasową  „Niezłomni w obliczu prześladowań – Świadkowie Jehowy a hitleryzm”. Zbiegła się w czasie z 85. rocznicą egzekucji Augusta Dickmanna.

### Uroczystości upamiętniające
24 kwietnia 2016 roku podczas obchodów 71. rocznicy wyzwolenia więzienia Brandenburg-Görden w miejscowości Brandenburg an der Havel Fundacja Brandenburskie Miejsca Pamięci (Stiftung Brandenburgische Gedenkstätten) zorganizowała uroczystość upamiętnienia około 2000 zamordowanych w tym miejscu w latach 1940–1945. Wśród nich znalazło się również 127 Świadków Jehowy. Stanowili oni największą odrębną grupę ofiar. W okolicznościowym przemówieniu sekretarz stanu w Ministerstwie Finansów Brandenburgii Daniela Trochowski wyjaśniła: „W tym miejscu Świadkowie Jehowy karani byli śmiercią (...), ponieważ z przyczyn religijnych odmawiali posługiwania się pozdrowieniem ,Heil Hitler’, ponieważ nie brali udziału w uroczystościach państwowych i nie byli członkami organizacji państwowych oraz ponieważ odmawiali pełnienia służby wojskowej”.
W czerwcu 2020 roku upamiętniono Świadków Jehowy którzy należeli do pierwszych więźniów obozu koncentracyjnego w Dachau. Z powodu pandemii COVID-19 uroczystość odbyła się online.
27 stycznia 2021 roku landtag Badenii-Wirtembergii, podczas dorocznej uroczystości upamiętniającej ofiary nazizmu skupił się na Świadkach Jehowy. Z powodu pandemii COVID-19 uroczystość odbyła się online. Obejrzało ją ponad 37 000 osób z Austrii, Holandii, Niemiec i Szwajcarii, a w późniejszym czasie nagranie odtworzyło sobie około 78 000 widzów.

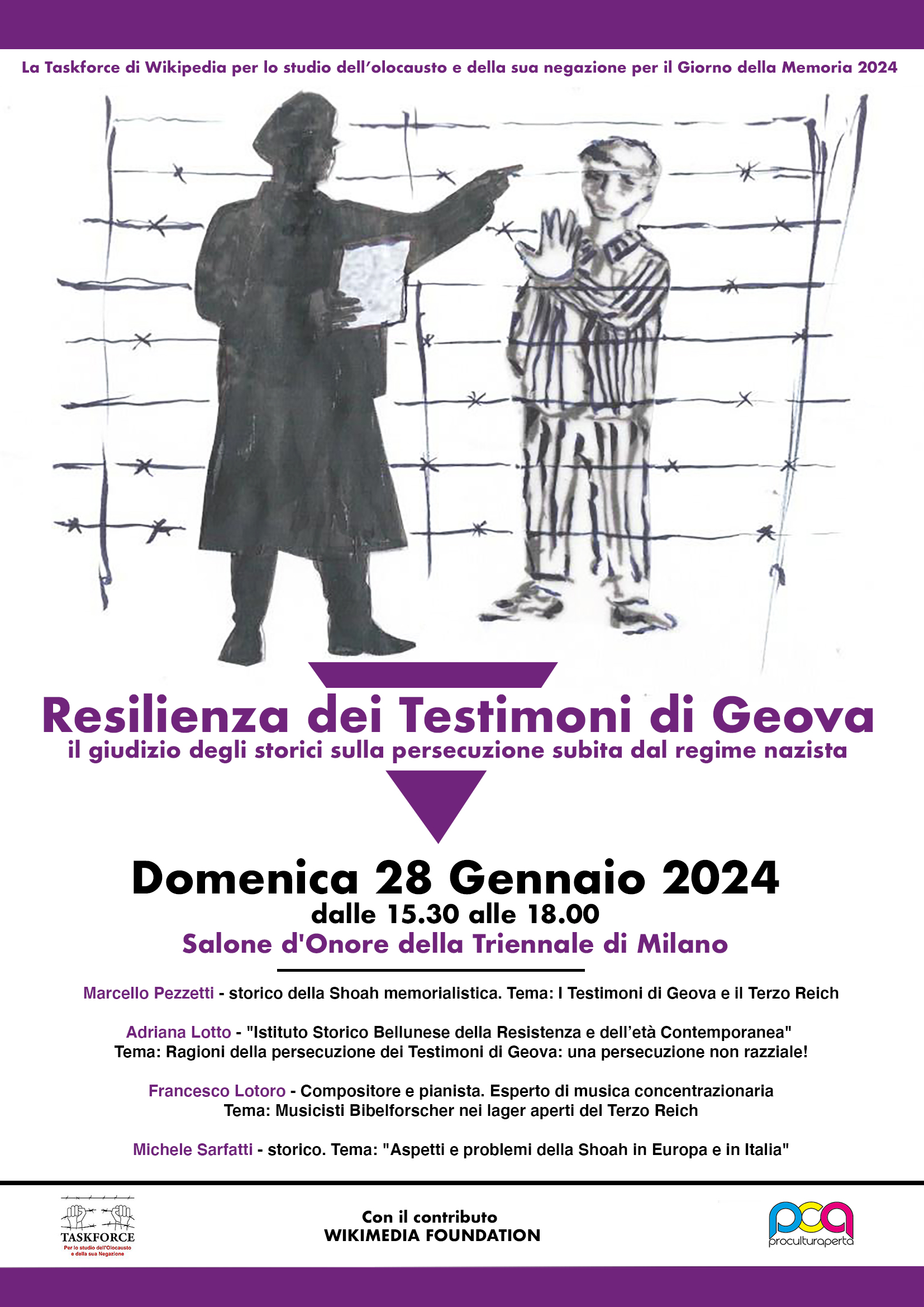
Plakat z okazji z okazji Międzynarodowego Dnia Pamięci o Ofiarach Holokaustu w 2024 roku: Nazista żąda od Świadka Jehowy osadzonego w obozie koncentracyjnym podpisania oświadczenia o wyrzeczenia się wiary, który umożliwiałby jego uwolnienie. Ten jednak kategorycznie odmawia

W 2024 roku Grupa Zadaniowa Wikipedii poświęciła coroczne wydarzenie z okazji Międzynarodowego Dnia Pamięci o Ofiarach Holokaustu tematowi pt. „Odporność Świadków Jehowy: opinia historyków na temat prześladowań, jakich doświadczyli od nazistowskiego reżimu”.
Również sami Świadkowie Jehowy starają się „budować społeczną świadomość na temat tego krytycznego okresu w historii ludzkości i jego wpływu na prawa człowieka oraz przekazywać relacje naocznych świadków, które dowodzą wiary i niezłomności w obliczu nieludzkiego traktowania przez reżim nazistowski”.
Podczas kongresów pod hasłem „Weselące się narody” zorganizowanych przez Świadków Jehowy w 1946 roku, ich uczestnicy nosili plakietki dla delegatów w kształcie fioletowego trójkąta wzorowane na oznakowaniu Świadków Jehowy w obozach koncentracyjnych. Miały one na celu przypomnienie prześladowań jakie członkowie tej grupy religijnej przeszli pod rządami nazistów. W Polsce takie plakietki nosiło przeszło 7000 uczestników ogólnokrajowego kongresu pod hasłem „Chwalcie Jehowę wszystkie narody”, który się odbył 25 i 26 maja 1947 roku w przy ul. Zwierzynieckiej w Krakowie oraz uczestnicy kongresów, które odbyły się w tym samym roku m.in. w Sopocie i Warszawie, a w 1948 roku w Chrzanowie.